# Musikjahr 1985
Liste der Musikjahre

◄◄ | ◄ | 1981 | 1982 | 1983 | 1984 | Musikjahr 1985 | 1986 | 1987 | 1988 | 1989 | ► | ►►

Weitere Ereignisse · Country-Musik
Dieser Artikel behandelt das Musikjahr 1985.
Zu den erfolgreichsten Künstlern gehörte Bruce Springsteen. Mit Born in the U.S.A. brachte er das in Deutschland erfolgreichste Album heraus. Die erfolgreichste Single in Deutschland und der Schweiz war Live Is Life der österreichischen Band Opus.

## Ereignisse

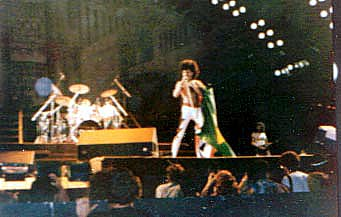
Queen bei Rock in Rio (1985)

### Populäre Musik und Jazz
- 01. Januar: Der Musiksender VH-1 startet als Ergänzung zu MTV für eine etwas ältere Zielgruppe.
- 11. Januar: Das Festival Rock in Rio findet in Rio de Janeiro bis zum 20. Januar erstmals statt und wird von über 1,3 Millionen Menschen besucht.
- 28. Januar: Unter dem Namen USA for Africa nehmen bekannte Künstler angesichts der Hungersnot in Äthiopien einen Benefizsong auf, We Are the World.
- 11. Februar: In Nottingham startet die No Jacket Required World Tour von Phil Collins.
- 14. Februar: Das selbstbetitelte Debütalbum von Whitney Houston erscheint.
- 19. Februar: Tina Turner startet ihre Private Dancer Tour in Helsinki. Sie endet am 28. Dezember 1985 nach insgesamt 181 Konzerten in Tokio.
- 26. Februar: Bei den Grammy Awards 1985 in Los Angeles, die von John Denver präsentiert werden, gewinnen Künstler wie Lionel Richie, Tina Turner und Cyndi Lauper in den Hauptkategorien.
- 27. März: In Südafrika darf keine Musik von Stevie Wonder mehr gespielt werden, nachdem er den am Abend zuvor gewonnenen Oscar Nelson Mandela gewidmet hat.
- 28. März: Bei Madame Tussaud’s in London wird eine Wachsfigur von Michael Jackson enthüllt.
- 01. April: David Lee Roth verlässt Van Halen und beginnt eine Solokarriere.
- 07. April: Als erste westliche Popgruppe tritt Wham! in Peking, China auf.
- 10. April: Madonna beginnt in Seattle ihre erste Tournee, The Virgin Tour, die bis zum 11. Juni andauert.
- 25. April: Die britische Rockband Dire Straits startet in Split ihre Brothers in Arms Tour.
- 04. Mai: Die Bobbysocks gewinnen mit La det swinge den 30. Eurovision Song Contest in Göteborg. Die Bundesrepublik Deutschland belegt mit Für alle von Wind Rang zwei.
- 13. Mai: Die Dire Straits bringen das Album Brothers in Arms heraus, das als eines der ersten komplett digital aufgenommen wurde und für seine Aufnahmequalität den Grammy erhielt. Zudem war es das erste, das mehr Kopien auf CD verkaufte als auf Schallplatte.
- 25./26. Mai: Das Musikfestival Rock am Ring findet am Nürburgring erstmals statt.
- 13. Juli: Im Londoner Wembley-Stadion und im John F. Kennedy Stadium in Philadelphia finden die von Bob Geldof initiierten Live-Aid-Konzerte statt.
- 13. August: Der britische Singer-Songwriter Sting startet in San Diego seine The Dream of the Blue Turtles Tour.
- 06. September: Michael Jackson kauft den Musikverlag ATV Publishing und damit die Rechte an den meisten Beatles-Songs und überbietet dabei Paul McCartney.
- 16. September: Die Single Take On Me der Band a-ha, die ursprünglich bereits 1984 erschien, wird europaweit veröffentlicht. Sie erreicht in 36 Ländern Platz eins der Charts.
- 22. September: Das in diesem Jahr in den USA gegründete Parents Music Resource Center organisiert eine Anhörung im US-Senat, bei der Dee Snider von Twisted Sister, Frank Zappa sowie John Denver die Seite der Musiker vertreten.
- 22. September: Vor rund 80.000 Zuschauern findet in den USA erstmals ein von Bob Dylan während seines Live-Aid-Auftritts angeregtes, seither jährlich stattfindendes Farm-Aid-Wohltätigkeitskonzert zu Gunsten von familiär geführten landwirtschaftlichen Betrieben („family farms“) statt.
- 23. September: Die britische Rockband Supertramp startet in St. John’s ihre Brother on the Road Tour.
- 30. Oktober – 3. November: Das Jazzfest Berlin 1985 fand ohne programmatische Schwerpunkte statt: „Symptome der Ratlosigkeit“ titelt «Die Zeit.»
- 06. Dezember: In Weimar finden die 1. Jazztage der DDR statt: Mehr als 200 Profimusiker und Amateure präsentieren in 16 Konzerten das stilistische Spektrum des DDR-Jazz
- 23. Dezember: In den Popmusiksendern der ARD wird zum ersten Mal der ARD-Nachtrock ausgestrahlt, der ab dem 1. Januar 1990 unter dem Namen ARD-Popnacht heute noch gesendet wird.
- 23. Dezember: Nachdem sich in Reno, Nevada, zwei junge Fans der Band Judas Priest erschossen hatten, kommt es im Folgejahr zu einem Prozess gegen die Band um angebliche Rückwärtsbotschaften.

### Klassische Musik und Musiktheater
- 03. Februar: Die Oper Der Goggolori. Eine bairische Mär mit Musik von Wilfried Hiller mit dem Libretto von Michael Ende wird am Staatstheater am Gärtnerplatz in München uraufgeführt.
- 13. Februar: Die originalgetreu rekonstruierte Semperoper wird mit Carl Maria von Webers Freischütz – der letzten vor der Schließung 1944 aufgeführten Oper – wiedereröffnet.
- 16. Februar: Uraufführung der Oper Die Weise von Liebe und Tod des Cornets Christoph Rilke von Siegfried Matthus an der wiedereröffneten Staatsoper in Dresden (Semperoper).
- 21. März: In San Francisco wird das Orchesterwerk Harmonielehre von John Adams uraufgeführt.
- 05. Mai: Im Großen Haus der Württembergischen Staatstheater in Stuttgart geht zum ersten Mal die Oper König Hirsch von Hans Werner Henze in ihrer ungekürzten Fassung über die Bühne. Davor war das Werk nur mit großen Abstrichen aufgeführt worden. Deshalb stellt dieses Datum den eigentlichen Tag der Uraufführung dar.
- 07. Juni: Uraufführung des Oratoriums Jesus-Passion von Oskar Gottlieb Blarr (Musik) in der Johanneskirche in Düsseldorf im Rahmen des 21. Deutschen Evangelischen Kirchentages.
- 28. September: In der Komischen Oper in Ost-Berlin findet die Premiere der Oper Judith von Siegfried Matthus statt.
- 08. Oktober: In London wird das auf dem gleichnamigen Roman von Victor Hugo basierende Musical Les Misérables von Claude-Michel Schönberg und Alain Boublil erstmals in der bekannt gewordenen Fassung aufgeführt.
- 09. Oktober: Die Oper in drei Akten X: The Life and Times of Malcolm X von Anthony Davis (Musik) mit einem Libretto von Thulani Davis wird am 9. Oktober 1985 beim American Music Theater Festival im Walnut Street Theatre in Philadelphia erstmals vollständig aufgeführt. Formal gilt die Premiere an der New York City Opera am 28. September 1986 als Uraufführung.
- György Ligeti: Etüden für Klavier, Buch 1
- Astor Piazzolla: Tango Suite für Klavier

### Film und Fernsehen
- 21. Januar: Das Video zu You’re My Heart, You’re My Soul wird in der Musiksendung Formel Eins erstmals ausgestrahlt, womit die Karriere des Popduos Modern Talking mit mehreren Nummer-eins-Hits ihren Anfang nimmt.
- Artie Shaw: Time Is All You’ve Got – kanadischer Dokumentarfilm von Brigitte Berman über den US-amerikanischen Jazz-Klarinettisten Artie Shaw
- That’s Dancing! – US-amerikanischer Dokumentarfilm von Jack Haley, Jr.

## Musikcharts

### Deutschland
| Singles                                        | Position | Alben                                |
| ---------------------------------------------- | -------- | ------------------------------------ |
|                                                |          |                                      |
| Live Is Life Opus                              | 1        | Born in the U.S.A. Bruce Springsteen |
| You’re My Heart, You’re My Soul Modern Talking | 2        | Private Dancer Tina Turner           |
| Rock Me Amadeus Falco                          | 3        | 4630 Bochum Herbert Grönemeyer       |
| (I’ll Never Be) Maria Magdalena Sandra         | 4        | Like a Virgin Madonna                |
| We Don’t Need Another Hero Tina Turner         | 5        | Whose Side Are You On Matt Bianco    |
| 19 Paul Hardcastle                             | 6        | Jennifer Rush                        |
| Tarzan Boy Baltimora                           | 7        | Brothers in Arms Dire Straits        |
| One Night in Bangkok Murray Head               | 8        | No Jacket Required Phil Collins      |
| Cheri, Cheri Lady Modern Talking               | 9        | The 1st Album Modern Talking         |
| Shout Tears for Fears                          | 10       | Diamond Life Sade                    |

Die längsten Nummer-eins-Singles
Lieder, die die meiste Zeit während eines anderen Jahres auf Platz eins der Charts verbrachten, werden hier nicht aufgeführt.
1. Opus – Live Is Life (7 Wochen)
2. Modern Talking – You’re My Heart, You’re My Soul; Paul Hardcastle – 19 (jeweils 6 Wochen)
3. a-ha – Take on Me (5 Wochen)

Die längsten Nummer-eins-Alben
Alben, die die meiste Zeit während eines anderen Jahres auf Platz eins der Charts verbrachten, werden hier nicht aufgeführt.
1. Bruce Springsteen – Born in the U.S.A. (11 Wochen)
2. Phil Collins – No Jacket Required (9 Wochen)
3. Jennifer Rush – Movin’ (8 Wochen)

Alle Nummer-eins-Hits und die Hits des Jahres

### Österreich
| Singles                                        | Position | Alben                                |
| ---------------------------------------------- | -------- | ------------------------------------ |
|                                                |          |                                      |
| Ein weißes Blatt’l Papier Relax                | 1        | Private Dancer Tina Turner           |
| You’re My Heart, You’re My Soul Modern Talking | 2        | Whose Side Are You On? Matt Bianco   |
| We Are The World USA for Africa                | 3        | Born in the U.S.A. Bruce Springsteen |
| Live Is Life Opus                              | 4        | Wien bei Nacht Rainhard Fendrich     |
| Rock Me Amadeus Falco                          | 5        | Süchtig Peter Cornelius              |
| Segel im Wind Peter Cornelius                  | 6        | Brothers in Arms Dire Straits        |
| Give Me Your Love Frank Duval                  | 7        | Live Is Life Opus                    |
| You Can Win If You Want Modern Talking         | 8        | The 1st Album Modern Talking         |
| You’re a Woman Bad Boys Blue                   | 9        | Like a Virgin Madonna                |
| (I’ll Never Be) Maria Magdalena Sandra         | 10       | Diamond Life Sade                    |

Die längsten Nummer-eins-Singles
Lieder, die die meiste Zeit während eines anderen Jahres auf Platz 1 der Charts verbrachten, werden hier nicht aufgeführt.
1. Opus – Live Is Life (9 Wochen)
2. Bad Boys Blue – You’re a Woman (7 Wochen)
3. Falco – Rock Me Amadeus (5 Wochen)

Die längsten Nummer-eins-Alben
Alben, die die meiste Zeit während eines anderen Jahres auf Platz eins der Charts verbrachten, werden hier nicht aufgeführt.
1. Bruce Springsteen – Born in the U.S.A. (11 Wochen)
2. Falco – Falco 3 (9 Wochen)
3. Opus – Live Is Life (7 Wochen)

Alle Nummer-eins-Hits und die Hits des Jahres

### Schweiz
| Singles                                        | Position | Alben                                |
| ---------------------------------------------- | -------- | ------------------------------------ |
|                                                |          |                                      |
| Live Is Life Opus                              | 1        | Private Dancer Tina Turner           |
| Tarzan Boy Baltimora                           | 2        | Brothers in Arms Dire Straits        |
| You’re My Heart, You’re My Soul Modern Talking | 3        | The 1st Album Modern Talking         |
| We Are the World USA for Africa                | 4        | Born in the U.S.A. Bruce Springsteen |
| Rock Me Amadeus Falco                          | 5        | Live Is Life Opus                    |
| We Don’t Need Another Hero Tina Turner         | 6        | No Jacket Required Phil Collins      |
| 19 Paul Hardcastle                             | 7        | Agent Provocateur Foreigner          |
| One Night in Bangkok Murray Head               | 8        | Like a Virgin Madonna                |
| You’re a Woman Bad Boys Blue                   | 9        | Grüeni Banane Peter Reber            |
| (I’ll Never Be) Maria Magdalena Sandra         | 10       | We Are the World USA for Africa      |

Die längsten Nummer-eins-Singles
Lieder, die die meiste Zeit während eines anderen Jahres auf Platz 1 der Charts verbrachten, werden hier nicht aufgeführt.
1. Paul Hardcastle – 19 (7 Wochen)
2. USA for Africa – We Are the World; Tina Turner – We Don’t Need Another Hero; Sandra – (I’ll Never Be) Maria Magdalena (jeweils 6 Wochen)
3. Murray Head – One Night in Bangkok; Modern Talking – You’re My Heart, You’re My Soul (jeweils 5 Wochen)

Die längsten Nummer-eins-Alben
Alben, die die meiste Zeit während eines anderen Jahres auf Platz eins der Charts verbrachten, werden hier nicht aufgeführt.
1. Dire Straits – Brothers in Arms (13 Wochen)
2. Phil Collins – No Jacket Required (8 Wochen)
3. Foreigner – Agent Provocateur; Bruce Springsteen – Born in the U.S.A.; Peter Maffay – Sonne in der Nacht (jeweils 5 Wochen)

Alle Nummer-eins-Hits und die Hits des Jahres

### Vereinigtes Königreich
| Singles                                           | Position | Alben                                                       |
| ------------------------------------------------- | -------- | ----------------------------------------------------------- |
|                                                   |          |                                                             |
| The Power of Love Jennifer Rush                   | 1        | Brothers in Arms Dire Straits                               |
| I Know Him So Well Elaine Paige & Barbara Dickson | 2        | No Jacket Required Phil Collins                             |
| Into the Groove Madonna                           | 3        | Like a Virgin Madonna                                       |
| 19 Paul Hardcastle                                | 4        | Born in the U.S.A. Bruce Springsteen                        |
| Frankie Sister Sledge                             | 5        | Songs from the Big Chair Tears for Fears                    |
| Dancing in the Street David Bowie & Mick Jagger   | 6        | Now, That’s What I Call Music 6 (Verschiedene Interpreten)  |
| Move Closer Phyllis Nelson                        | 7        | Now – The Christmas Album (Verschiedene Interpreten)        |
| Take on Me A-ha                                   | 8        | Now, That’s What I Call Music 5 (Verschiedene Interpreten)  |
| A Good Heart Feargal Sharkey                      | 9        | The Secret of Association Paul Young                        |
| I Want to Know What Love Is Foreigner             | 10       | The Hits Album 2/The Hits Tape 2 (Verschiedene Interpreten) |

Die längsten Nummer-eins-Singles
Lieder, die die meiste Zeit während eines anderen Jahres auf Platz 1 der Charts verbrachten, werden hier nicht aufgeführt.
1. Paul Hardcastle – 19; Jennifer Rush – The Power of Love (jeweils 5 Wochen)
2. Elaine Paige & Barbara Dickson – I Know Him So Well; Phil Collins & Philip Bailey – Easy Lover; Sister Sledge – Frankie; Madonna – Into the Groove; David Bowie & Mick Jagger – Dancing in the Street (jeweils 4 Wochen)
3. Foreigner – I Want to Know What Love Is (3 Wochen)

Die längsten Nummer-eins-Alben
Alben, die die meiste Zeit während eines anderen Jahres auf Platz eins der Charts verbrachten, werden hier nicht aufgeführt.
1. (Verschiedene Interpreten) – The Hits Album 2/The Hits Tape 2 (6 Wochen)
2. Bruce Springsteen – Born in the U.S.A.; Phil Collins – No Jacket Required; (Verschiedene Interpreten) – Now, That’s What I Call Music 5 (jeweils 5 Wochen)
3. Dire Straits – Brothers in Arms (4 Wochen)

Alle Nummer-eins-Hits und die Hits des Jahres

### Vereinigte Staaten
Die längsten Nummer-eins-Singles
Lieder, die die meiste Zeit während eines anderen Jahres auf Platz 1 der Charts verbrachten, werden hier nicht aufgeführt.
1. Madonna – Like a Virgin (5 Wochen)
2. USA for Africa – We Are the World (4 Wochen)
3. Wham! feat. George Michael – Careless Whisper; REO Speedwagon – Can’t Fight This Feeling; Tears for Fears – Shout; Dire Straits – Money for Nothing (jeweils 3 Wochen)

Die längsten Nummer-eins-Alben
Alben, die die meiste Zeit während eines anderen Jahres auf Platz eins der Charts verbrachten, werden hier nicht aufgeführt.
1. Dire Straits – Brothers in Arms (9 Wochen)
2. Phil Collins – No Jacket Required; Original Television Soundtrack – Miami Vice (jeweils 7 Wochen)
3. Tears for Fears – Songs from the Big Chair (5 Wochen)

Alle Nummer-eins-Hits und die Hits des Jahres

### Charts in weiteren Ländern
Siehe auch: Nummer-eins-Hits 1985 in  Australien, Belgien, Dänemark, Deutschland, Finnland, Frankreich, Irland, Italien, Japan, Kanada, Neuseeland, den Niederlanden, Norwegen, Österreich, Schweden, der Schweiz, Spanien, den Vereinigten Staaten und im Vereinigten Königreich.

## Musikpreise und Ehrungen

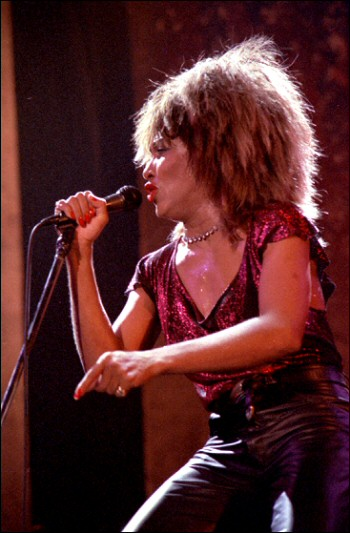
Grammy-Gewinnerin und Künstlerin mit dem erfolgreichsten Album des Jahres in der Schweiz: Tina Turner (1985)

### Grammy Awards 1985
Single des Jahres (Record of the Year):
- What’s Love Got to Do with It von Tina Turner

Album des Jahres (Album of the Year):
- Can’t Slow Down von Lionel Richie

Song des Jahres (Song of the Year):
- What’s Love Got to Do with It von Tina Turner (Autoren: Terry Britten, Graham Lyle)

Bester neuer Künstler (Best New Artist):
- Cyndi Lauper

### Oscar 1985

#### Beste Filmmusik (Original Score)
Maurice Jarre – Reise nach Indien (A Passage to India)
Randy Newman – Der Unbeugsame (The Natural)
Alex North – Unter dem Vulkan (Under the Volcano)
John Williams – Indiana Jones und der Tempel des Todes (Indiana Jones and the Temple of Doom)
John Williams – Menschen am Fluß (The River)

#### Beste Filmmusik (Original Song Score)
Prince and The Revolution – Purple Rain
Kris Kristofferson – Der Songschreiber (Songwriter)
Jeff Moss – Die Muppets erobern Manhattan (The Muppets Take Manhattan)

#### Bester Filmsong
I Just Called to Say I Love You aus Die Frau in Rot (The Woman in Red) – Stevie Wonder
Against All Odds (Take a Look at Me Now) aus Gegen jede Chance (Against All Odds) – Phil Collins
Footloose aus Footloose – Kenny Loggins, Dean Pitchford
Ghostbusters aus Ghostbusters – Die Geisterjäger (Ghostbusters) – Ray Parker Jr.
Let’s Hear It for the Boy aus Footloose – Dean Pitchford, Tom Snow

#### Beste Tonmischung
Mark Berger, Todd Boekelheide, Christopher Newman, Thomas Scott – Amadeus
Nick Alphin, Richard Portman, David M. Ronne, Robert Thirlwell – Menschen am Fluß (The River)
Michael A. Carter, Graham V. Hartstone, Nicolas Le Messurier, John W. Mitchell – Reise nach Indien (A Passage to India)
Michael J. Kohut, Gene S. Cantamessa, Aaron Rochin – 2010: Das Jahr, in dem wir Kontakt aufnehmen (2010)
Steve Maslow, Kevin O’Connell, Nelson Stoll, Bill Varney – Der Wüstenplanet (Dune)

### Musikwettbewerbe
Eurovision Song Contest
1. Bobbysocks: La det swinge
2. Wind: Für alle
3. Kikki Danielsson: Bra vibrationer
4. Vikki: Love Is …
5. Izhar Cohen: Olé, olé

## Jahresbestenlisten

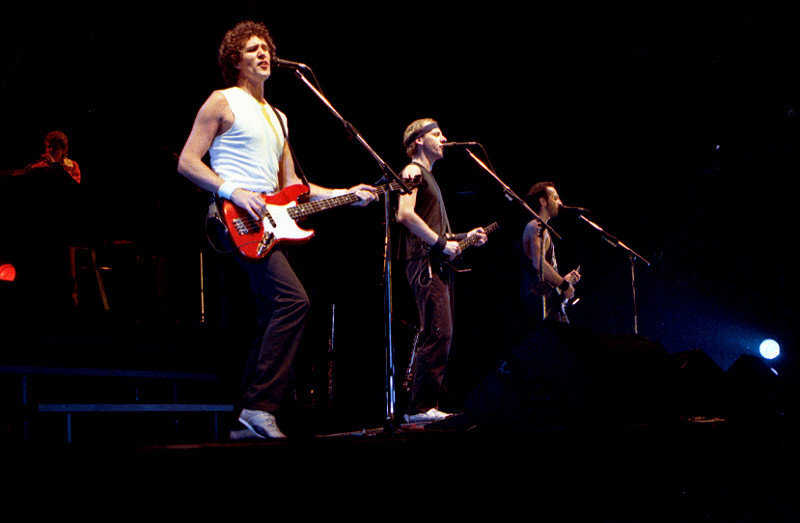
Die Dire Straits gehörten zu den erfolgreichsten Künstlern des Jahres

### Musikexpress

#### Alben
1. Dire Straits – Brothers in Arms
2. Bruce Springsteen – Born in the U.S.A.
3. Sting – The Dream of the Blue Turtles
4. Marillion – Misplaced Childhood
5. Kate Bush – Hounds of Love
6. Talking Heads – Little Creatures
7. The Cure – The Head on the Door
8. Simple Minds – Once Upon a Time
9. The Style Council – Our Favourite Shop
10. Scorpions – World Wide Live

#### Songs
1. Dire Straits – Money for Nothing
2. Simple Minds – Don’t You (Forget About Me)
3. Talking Heads – Road to Nowhere
4. Kate Bush – Running Up That Hill
5. Marillion – Kayleigh
6. David Bowie & Mick Jagger – Dancing in the Street
7. Gary Moore & Phil Lynott – Out in the Fields
8. Paul Hardcastle – 19
9. USA for Africa – We Are the World
10. A-ha – Take On Me

### Popkultur.de
1. Starship – We Built This City
2. Falco – Rock Me Amadeus
3. Bryan Adams – Heaven
4. Tears for Fears – Shout
5. Dire Straits – Money for Nothing
6. A-ha – Take On Me
7. Phil Collins – One More Night
8. Madonna – Like a Virgin
9. New Edition – Cool It Now
10. Tina Turner – We Don’t Need Another Hero

## Erstveranstaltungen
- Nibe Festival – dänisches Musikfestival, das jährlich bei Nibe auf der Halbinsel Himmerland stattfindet

## Ersterscheinungen
- Juke Blues – britisches Magazin, das sich mit Blues, R&B, Gospel, Soul, Zydeco und Jazz beschäftigt

## Gründungen
- Asylum Party – französische Band
- Battlezone – britische Heavy-Metal-Band
- die anderen – DDR-Band aus Ostberlin
- Far Corporation – multinationale Rockband, die vom deutschen Musikproduzenten Frank Farian gegründet wurde
- Gerogerigegege – Japanoise-Projekt
- Gogmagog – kurzlebige britische Supergroup der New Wave of British Heavy Metal (NWOBHM)
- Gwar – US-amerikanische Thrash-Metal-, Hardcore-Punk- und Shock-Rock-Band
- Organum Classics – deutsches Klassik-Label mit Schwerpunkt Orgelmusik
- Stockholm Chamber Brass – schwedisches Blechbläserquintett, gegründet als Fracasso Brass Quintet
- Vocanta – gemischter Chor aus Erlangen

## Neuveröffentlichungen (Auswahl)

### Lieder und Kompositionen
| Lied                           | Text                                                                           | Musik                                                                          | Erstinterpret                   | Label                       | Veröffentlichung   | Genre                          | Album                          | Weitere Informationen |
| ------------------------------ | ------------------------------------------------------------------------------ | ------------------------------------------------------------------------------ | ------------------------------- | --------------------------- | ------------------ | ------------------------------ | ------------------------------ | --------------------- |
| Addicted to Love               | Robert Palmer                                                                  | Robert Palmer                                                                  | Robert Palmer                   | Island Records              | November 1985      | Rock                           | Riptide                        |                       |
| All at Once                    | Michael Masser, Jeffrey Osborne                                                | Michael Masser, Jeffrey Osborne                                                | Whitney Houston                 | Arista Records              | 14. Februar 1985   | Pop                            | Whitney Houston                |                       |
| Allein mit mir                 | Marinne Rebesky                                                                | Jimmy Bowien                                                                   | Freddy Quinn                    | Polydor                     | 1985               | Schlager                       | Nicht eine Stunde tut mir leid |                       |
| Am Ende der Zeit               | Wolfgang Mürmann                                                               | John O’Brien-Docker                                                            | Freddy Quinn                    | Polydor                     | 1985               | Schlager                       | Nicht eine Stunde tut mir leid |                       |
| Ba-Ba-Banküberfall             | Eik Breit, Klaus Eberhartinger, Nino Holm, Günther Schönberger, Thomas Spitzer | Eik Breit, Klaus Eberhartinger, Nino Holm, Günther Schönberger, Thomas Spitzer | Erste Allgemeine Verunsicherung | EMI Columbia                | 25. Juni 1985      | Austropop, Neue Deutsche Welle | Geld oder Leben!               |                       |
| Cenerentola (Cinderella)       | Aldo Martinelli, Simona Zanini                                                 | Aldo Martinelli, Simona Zanini                                                 | Martinelli                      | Chic Records                | 1985               | Italo Disco                    |                                |                       |
| Dafür lebe ich                 | Curt Weiner                                                                    | Freddy Quinn                                                                   | Freddy Quinn                    | Polydor                     | 1985               | Schlager                       | Nicht eine Stunde tut mir leid |                       |
| Desire                         | Boris Blank, Dieter Meier                                                      | Boris Blank, Dieter Meier                                                      | Yello                           | Vertigo Records             | 29. Januar 1985    | Pop                            | Stella                         |                       |
| Don’t Stop the Dance           |                                                                                |                                                                                | Bryan Ferry                     |                             | 1985               | Rock                           | Boys and Girls                 |                       |
| Drei gegen Drei                | Kralle Krawinkel, Stephan Remmler                                              | Kralle Krawinkel, Stephan Remmler                                              | Trio                            | Mercury Records             | 10. September 1985 | Neue Deutsche Welle            | Whats the Password             |                       |
| Empty Rooms                    | Gary Moore, Neil Carter                                                        | Gary Moore, Neil Carter                                                        | Gary Moore                      | 10 Records / Virgin Records | September 1985     | Rock-Ballade                   | Run for Cover                  |                       |
| I Don’t Want to Do It          | Bob Dylan                                                                      | Bob Dylan                                                                      | George Harrison                 |                             | 14. März 1985      | Pop                            | Porky's Revenge!               |                       |
| I Was Born to Love You         | Freddie Mercury                                                                | Freddie Mercury                                                                | Freddie Mercury                 | Columbia Records            | 8. April 1985      | Pop-Rock, Disco                | Mr. Bad Guy                    |                       |
| La det swinge                  | Rolf Løvland                                                                   | Rolf Løvland                                                                   | Bobbysocks                      |                             | 1985               | Rock                           |                                |                       |
| Living on My Own               | Freddie Mercury                                                                | Freddie Mercury                                                                | Freddie Mercury                 | Columbia Records            | 2. September 1985  | Disco, Synthiepop, Rock        | Mr. Bad Guy                    |                       |
| Made in Heaven                 | Freddie Mercury                                                                | Freddie Mercury                                                                | Freddie Mercury                 | Columbia Records            | 1. Juli 1985       | Pop, Softrock                  | Mr. Bad Guy                    |                       |
| Märchenprinz                   | Eik Breit, Klaus Eberhartinger, Nino Holm, Günther Schönberger, Thomas Spitzer | Eik Breit, Klaus Eberhartinger, Nino Holm, Günther Schönberger, Thomas Spitzer | Erste Allgemeine Verunsicherung | EMI Columbia                | 25. Juni 1985      | Austropop                      | Geld oder Leben!               |                       |
| Mr. Bad Guy                    | Freddie Mercury                                                                | Freddie Mercury                                                                | Freddie Mercury                 | Columbia Records            | 29. April 1985     | Synthiepop, Disco              | Mr. Bad Guy                    |                       |
| My Sweet Angel                 | Kralle Krawinkel, Stephan Remmler                                              | Kralle Krawinkel, Stephan Remmler                                              | Trio                            | Mercury Records             | 17. September 1985 | Neue Deutsche Welle            | Whats the Password             |                       |
| Nicht eine Stunde tut mir leid | Norbert Hammerschmidt                                                          | Freddy Quinn                                                                   | Freddy Quinn                    | Polydor                     | 1985               | Schlager                       | Nicht eine Stunde tut mir leid |                       |
| Pictures in the Dark           | Mike Oldfield                                                                  | Mike Oldfield                                                                  | Mike Oldfield                   | Virgin Records              | 15. November 1985  | Progressive Rock               | Non-Album-Single               |                       |
| Ready for You                  | Kralle Krawinkel, Stephan Remmler                                              | Kralle Krawinkel, Stephan Remmler                                              | Trio                            | Mercury Records             | 10. September 1985 | Neue Deutsche Welle            | Whats the Password             |                       |
| Sommernacht in Rom             | Bernd Dietrich, Gerd Grabowski, Engelbert Simons                               | Bernd Dietrich, Gerd Grabowski, Engelbert Simons                               | G. G. Anderson                  | Hansa Musik Produktion      | Mai 1985           | Schlager                       | Was ich dir sagen möchte       |                       |
| Spies Like Us                  | Paul McCartney                                                                 | Paul McCartney                                                                 | Paul McCartney                  |                             | 18. November 1985  | Rock                           | Press to Play                  |                       |
| Would I Lie to You?            | Annie Lennox und Dave Stewart                                                  | Annie Lennox und Dave Stewart                                                  | Eurythmics                      |                             | 9. April 1985      | Rock, Soul                     |                                |                       |
| You’re a Woman                 | Mary Susan Applegate, Tony Hendrik, Karin van Haaren                           | Mary Susan Applegate, Tony Hendrik, Karin van Haaren                           | Bad Boys Blue                   |                             | April 1985         | Pop                            | Hot Girls, Bad Boys            |                       |

### Alben
| Album                                         | Interpret                 | Label                                            | Veröffentlichung   | Genre                                               | Weitere Informationen                                       |
| --------------------------------------------- | ------------------------- | ------------------------------------------------ | ------------------ | --------------------------------------------------- | ----------------------------------------------------------- |
| 7800° Fahrenheit                              | Bon Jovi                  | Mercury Records                                  | 20. April 1985     | Hard Rock                                           |                                                             |
| 9012Live: The Solos                           | Yes                       | ATCO                                             | 7. November 1985   | AOR, Artrock                                        | Mini-Livealbum, Konzertfilm                                 |
| ½ Mensch                                      | Einstürzende Neubauten    | What’s So Funny About…                           | 2. September 1985  | Industrial                                          |                                                             |
| A Secret Wish                                 | Propaganda                | ZTT Records                                      | Juli 1985          | Synthiepop                                          |                                                             |
| Afterburner                                   | ZZ Top                    | Warner Brothers                                  | 28. Oktober 1985   | Hard Rock                                           |                                                             |
| Around the World in a Day                     | Prince and The Revolution | Warner Bros. Records / Paisley Park Records      | 22. April 1985     | Contemporary R&B, Funk, Pop, Psychedelic Rock, Rock |                                                             |
| Asylum                                        | Kiss                      | Mercury Records                                  | 16. September 1985 | Hard Rock, Glam Metal                               |                                                             |
| Auf dem Weg zu euch                           | Karat                     | Amiga, Pool (Teldec)                             | 1985               | Rock                                                | Livealbum                                                   |
| Be Yourself Tonight                           | Eurythmics                | RCA Records                                      | 26. April 1985     | New Wave, Pop                                       |                                                             |
| Bonded by Blood                               | Exodus                    | Torrid Records, Combat Records                   | 25. April 1985     | Thrash Metal                                        | Debütalbum                                                  |
| Böse Menschen – Böse Lieder                   | Böhse Onkelz              | Rock-O-Rama Records                              | Februar 1985       | Oi!, Ska, Hard Rock                                 |                                                             |
| Brothers in Arms                              | Dire Straits              | Vertigo Records                                  | 14. Mai 1985       | Rock                                                |                                                             |
| Centerfield                                   | John Fogerty              | Warner Bros.                                     | 14. Januar 1985    | Heartland Rock, Americana, Rock ’n’ Roll            |                                                             |
| Cosmo Sun Connection                          | Sun Ra                    | Saturn Records                                   | 1985               | Jazz                                                |                                                             |
| Cut the Crap                                  | The Clash                 | CBS Records                                      | 4. November 1985   | Punkrock                                            | Letztes Studioalbum                                         |
| Endless Pain                                  | Kreator                   | Noise Records                                    | Oktober 1985       | Thrash Metal, Speed Metal, Death Metal              | Debütalbum                                                  |
| Equator                                       | Uriah Heep                | Portrait Records, Columbia Records               | 25. März 1985      | Hard Rock, Pop Metal                                |                                                             |
| Eye Dance                                     | Boney M.                  | Hansa Records                                    | 2. Oktober 1985    | Euro Disco, Rhythm and Blues, Reggae                |                                                             |
| Fables of the Reconstruction                  | R.E.M.                    | I.R.S. Records                                   | 10. Juni 1985      | Jangle-Pop, Alternative Rock, Folk-Rock             |                                                             |
| Falco 3                                       | Falco                     | GIG Records, Sony Music                          | 11. September 1985 | Pop, Rock, New Wave                                 |                                                             |
| Feuer und Flamme                              | Nena                      | CBS                                              | 24. Juni 1985      | Pop                                                 |                                                             |
| Fighting Back                                 | Battlezone                | Raw Power Records                                | 1985               | Heavy Metal                                         | Debütalbum                                                  |
| Fine Young Cannibals                          | Fine Young Cannibals      | I.R.S. Records, London Records                   | Dezember 1985      | Pop, R&B                                            | Debütalbum                                                  |
| First and Last and Always                     | The Sisters of Mercy      | WEA Records Ltd. (GB), Elektra Records (USA)     | 11. März 1985      | Gothic Rock, Dark Wave                              | Debütalbum                                                  |
| Fly on the Wall                               | AC/DC                     | Atlantic Records                                 | 28. Juni 1985      | Hard Rock                                           |                                                             |
| Freaky Styley                                 | Red Hot Chili Peppers     | EMI, Capitol Records                             | 16. August 1985    | Funk Rock, Crossover                                |                                                             |
| Hell Awaits                                   | Slayer                    | Metal Blade Records                              | März 1985          | Thrash Metal                                        |                                                             |
| Hold Me                                       | Laura Branigan            | Atlantic Records                                 | 15. Juli 1985      | Pop-Rock, Synthie-Pop, Dance-Pop                    |                                                             |
| Home Grown                                    | Geri Allen                | minor music                                      | 1985               | Jazz                                                |                                                             |
| Hunting High and Low                          | a-ha                      | WEA Records Ltd. (GB), Elektra Records (USA)     | 28. Oktober 1985   | Synthie-Pop, New Wave, Pop-Rock                     |                                                             |
| I Am the Night                                | Pantera                   | Metal Magic                                      | 16. August 1985    | Heavy Metal, Glam Metal                             |                                                             |
| Im Schatten der Ärzte                         | Die Ärzte                 | CBS Schallplatten GmbH                           | 1985               | Punkrock                                            |                                                             |
| In the Sign of Evil                           | Sodom                     | Devil’s Game                                     | Januar 1985        | Thrash Metal                                        | EP                                                          |
| Innocence Is No Excuse                        | Saxon                     | EMI                                              | 2. September 1985  | Heavy Metal                                         |                                                             |
| It’s All in the Game                          | Nena                      | CBS                                              | 10. November 1985  | Pop                                                 |                                                             |
| Killing Is My Business… And Business Is Good! | Megadeth                  | Combat Records, Relativity Records, Loud Records | 12. Juni 1985      | Thrash Metal                                        | Debütalbum                                                  |
| Knee Deep in the Hoopla                       | Starship                  | Grunt Records, RCA Records                       | 10. September 1985 | Rock                                                | Erstes Studioalbum von Starship, vormals Jefferson Starship |
| Let’s Talk About Love                         | Modern Talking            | BMG, Hansa Records                               | 14. Oktober 1985   | Synthpop                                            |                                                             |
| Little Creatures                              | Talking Heads             | Sire Records                                     | 10. Juni 1985      | New Wave, Pop-Rock                                  |                                                             |
| Live After Death                              | Iron Maiden               | EMI                                              | 14. Oktober 1985   | Heavy Metal                                         | Livealbum                                                   |
| Low-Life                                      | New Order                 | Factory Records                                  | 13. Mai 1985       | Synthiepop, Post-Punk, Elektronische Tanzmusik      |                                                             |
| Metal Heart                                   | Accept                    | RCA Records, Portrait Records                    | 25. Februar 1985   | Heavy Metal                                         |                                                             |
| Mexico                                        | Böhse Onkelz              | Rock-O-Rama Records                              | November 1985      | Oi!, Ska, Hard Rock                                 | EP                                                          |
| Mr. Bad Guy                                   | Freddie Mercury           | Columbia Records                                 | 29. April 1985     | Rock, Pop, Disco                                    |                                                             |
| Once Upon a Time                              | Simple Minds              | Virgin Records (UK), A&M Records (US)            | 21. Oktober 1985   | Pop-Rock                                            |                                                             |
| Original Masters                              | Jethro Tull               | Chrysalis Records                                | 13. November 1985  | Progressive Rock                                    | Kompilation                                                 |
| Play Deep                                     | The Outfield              | Columbia Records                                 | 12. August 1985    | Pop, Rock                                           |                                                             |
| Possessed                                     | Venom                     | Neat Records                                     | April 1985         | Heavy Metal, Speed Metal, Thrash Metal              |                                                             |
| Rain Dogs                                     | Tom Waits                 | Island Records                                   | 30. September 1985 | Bluesrock, Experimental Rock                        |                                                             |
| Relentless                                    | Pentagram                 | Pentagram Records                                | 1985               | Heavy Metal, Doom Metal                             | Debütalbum                                                  |
| Riptide                                       | Robert Palmer             | Island Records                                   | November 1985      | Hard-Rock                                           |                                                             |
| Songs from the Big Chair                      | Tears for Fears           | Mercury Records, Phonogram                       | 25. Februar 1985   | New Wave, Pop-Rock, Progressive Rock, Synthiepop    |                                                             |
| Spreading the Disease                         | Anthrax                   | Island Records, Megaforce Records                | 30. Oktober 1985   | Thrash Metal                                        |                                                             |
| Standards, Vol. 2                             | Keith Jarrett             | ECM Records                                      | 1985               | Jazz                                                |                                                             |
| Suzanne Vega                                  | Suzanne Vega              | A&M Records                                      | 1. Mai 1985        | Folk                                                | Debütalbum                                                  |
| The 1st Album                                 | Modern Talking            | BMG, Hansa Records                               | 1. April 1985      | Synthpop                                            | Debütalbum                                                  |
| The Best of Generation X                      | Generation X              | Chrysalis Records                                | 1985               | Punkrock                                            |                                                             |
| The Chronicle of the Black Sword              | Hawkwind                  | Flicknife Records, Griffin Music                 | 11. November 1985  | Space Rock                                          |                                                             |
| The Last Command                              | W.A.S.P.                  | Capitol Records                                  | 9. November 1985   | Heavy Metal, Glam Metal                             |                                                             |
| The Long Play                                 | Sandra                    | Virgin Records                                   | 11. November 1985  | Pop                                                 | Debütalbum                                                  |
| The Secret of Association                     | Paul Young                | Columbia Records                                 | 25. März 1985      | Pop                                                 |                                                             |
| The Singles 81→85                             | Depeche Mode              | Mute Records                                     | 14. Oktober 1985   | Synthiepop, Electro Wave, New Wave                  | Kompilation                                                 |
| Theatre of Pain                               | Mötley Crüe               | Elektra Records                                  | 24. Juni 1985      | Hard-Rock, Glam Metal                               |                                                             |
| Transparency                                  | Herb Robertson            | JMT                                              | 1985               | Jazz                                                |                                                             |
| Vital Idol                                    | Billy Idol                | Chrysalis Records                                | Juni 1985          | Rock                                                |                                                             |
| Wahre Liebe                                   | Spider Murphy Gang        | EMI Records, Electrola                           | 10. Juni 1985      | Rock ’n’ Roll                                       |                                                             |
| Walls of Jericho                              | Helloween                 | Noise Records                                    | 18. November 1985  | Speed Metal                                         | Debütalbum                                                  |
| We Care a Lot                                 | Faith No More             | Mordam Records                                   | November 1985      | Post-Punk, Alternative Rock, Funk Metal             | Debütalbum                                                  |
| Whats the Password                            | Trio                      | Mercury Records                                  | 17. September 1985 | Rock                                                | Letztes Studioalbum von Trio                                |
| Who’s Missing                                 | The Who                   | MCA Records                                      | 30. November 1985  | Rock                                                |                                                             |
| World Wide Live                               | Scorpions                 | Harvest/EMI (Europa), Mercury (USA)              | 14. Juni 1985      | Hard Rock                                           | Livealbum                                                   |
| You’re Under Arrest                           | Miles Davis               | Columbia                                         | 1985               | Jazz, Funk, Pop                                     |                                                             |

## Geboren

### Januar
- 03. Januar: Nicole Beharie, US-amerikanische Schauspielerin und Sängerin
- 05. Januar: Tim Montana, US-amerikanischer Country-Rock/Southern-Rock-Sänger
- 09. Januar: Tristan Angenendt, deutscher klassischer Gitarrist und Musiker
- 09. Januar: Duncan Eagles, britischer Jazzmusiker
- 10. Januar: Adrián Demoč, slowakischer Komponist
- 10. Januar: Tacchi, Schweizer Musiker und Songwriter
- 12. Januar: Nicole Zuraitis, US-amerikanische Jazzmusikerin (Gesang, Piano, Songwriting, Arrangement)
- 15. Januar: Alexandra Stréliski, kanadische Pianistin und Komponistin
- 19. Januar: Vojko V, kroatischer Rapper, Songwriter, Komponist und Musikproduzent
- 20. Januar: Brantley Gilbert, US-amerikanischer Sänger

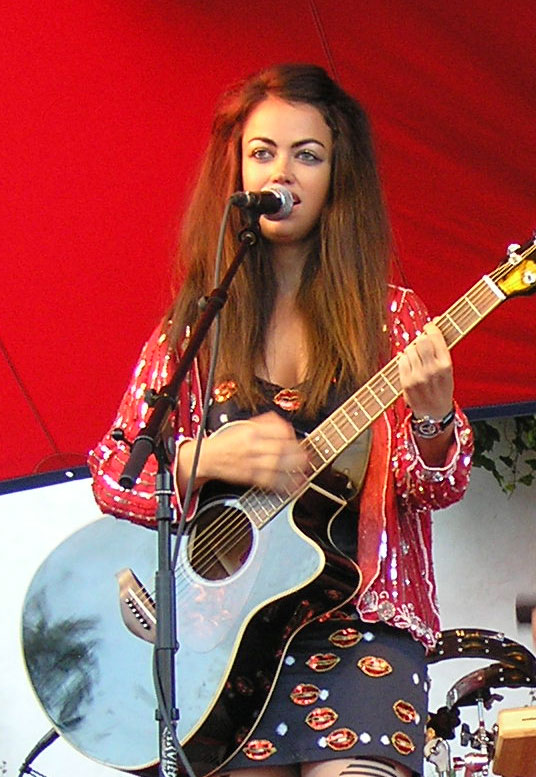
Aura Dione; * 21. Januar

- 21. Januar: Aura Dione, dänische Singer-Songwriterin
- 24. Januar: D’Mile, US-amerikanischer Musikproduzent und Songwriter
- 25. Januar: Tina Karol, ukrainische Sängerin
- 26. Januar: Dosseh, französischer Rapper
- 28. Januar: J. Cole, US-amerikanischer Rapper
- 28. Januar: András Kállay-Saunders, ungarisch-US-amerikanischer Popsänger
- 29. Januar: Anna Aaron, Schweizer Singer-Songwriterin und Pianistin
- 29. Januar: Dominic Lewis, britischer Filmkomponist
- 30. Januar: Conkarah, jamaikanischer Reggae-Sänger
- 31. Januar: Kalomira, griechisch-US-amerikanische Sängerin
- 31. Januar: Oxxxymiron, russischer Rapper

### Februar
- 01. Februar: Philip Klein, US-amerikanischer Filmkomponist und Orchestrator
- 06. Februar: Sopo Nischaradse, georgische Schauspielerin und Songwriterin
- 07. Februar: Helena Goldt, deutsche Sängerin und Kulturschaffende
- 09. Februar: Wladimir Schkljarow, russischer Balletttänzer († 2024)
- 13. Februar: Mayra Andrade, kapverdische Sängerin
- 13. Februar: Henri Herbert, französischer Boogie-Woogie-Pianist
- 16. Februar: Fumio Kuniyoshi, deutscher Rapper
- 17. Februar: Cemre Kemer, türkische Schauspielerin und Popsängerin
- 20. Februar: Julija Olegowna Wolkowa, russische Sängerin (t.A.T.u)
- 21. Februar: Dada Masilo, südafrikanische Tänzerin und Choreografin († 2024)
- 27. Februar: Tim Dodd, US-amerikanischer Webvideoproduzent, Fotograf, Musiker und Raumfahreranwärter

### März
- 02. März: Filipa Sousa, portugiesische Sängerin
- 06. März: Pretty Yende, südafrikanische Opernsängerin
- 07. März: Norman Langen, deutscher Sänger
- 08. März: Ewa Sonnet, polnisches Fotomodell und Popsängerin
- 09. März: Noize MC, russischer Rapper, Schauspieler und Aktivist

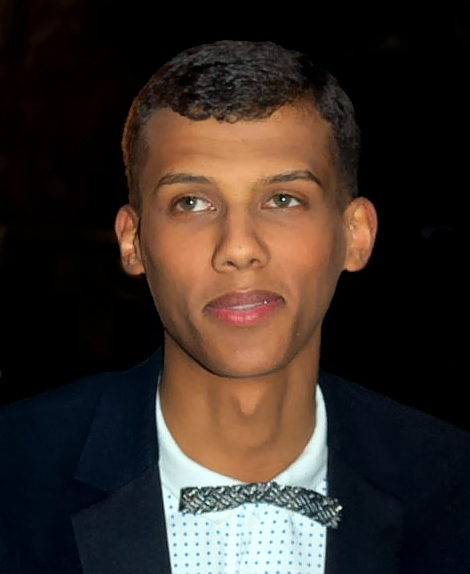
Stromae; * 12. März

- 12. März: Stromae, belgisch-ruandischer Rapper und Musikproduzent
- 19. März: Christine Guldbrandsen, norwegische Sängerin
- 20. März: Eugene Boateng, deutscher Schauspieler, Choreograf, Tänzer und Model
- 21. März: Vic Anselmo, lettische Sängerin und Songschreiberin
- 21. März: Nina Poláková, slowakische Balletttänzerin
- 30. März: Andreas Unterreiner, deutscher Jazzmusiker

### April

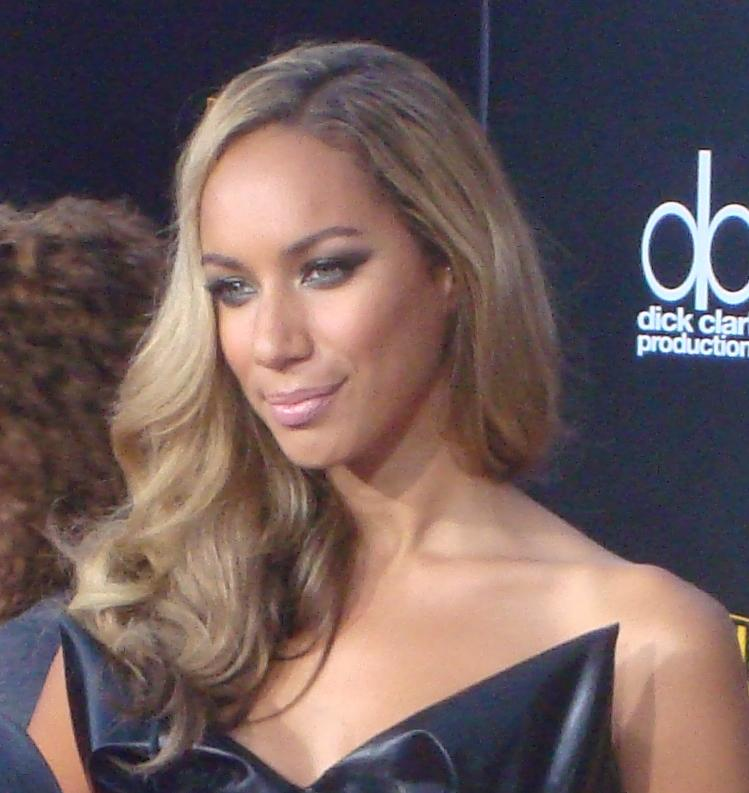
Leona Lewis; * 3. April

- 03. April: Leona Lewis, britische Sängerin und Songwriterin
- 05. April: Sergei Chatschatrjan, armenischer Violinist
- 06. April: Benjamin Blaikner, österreichischer Regisseur, Autor, Musiker, Tänzer und Komponist

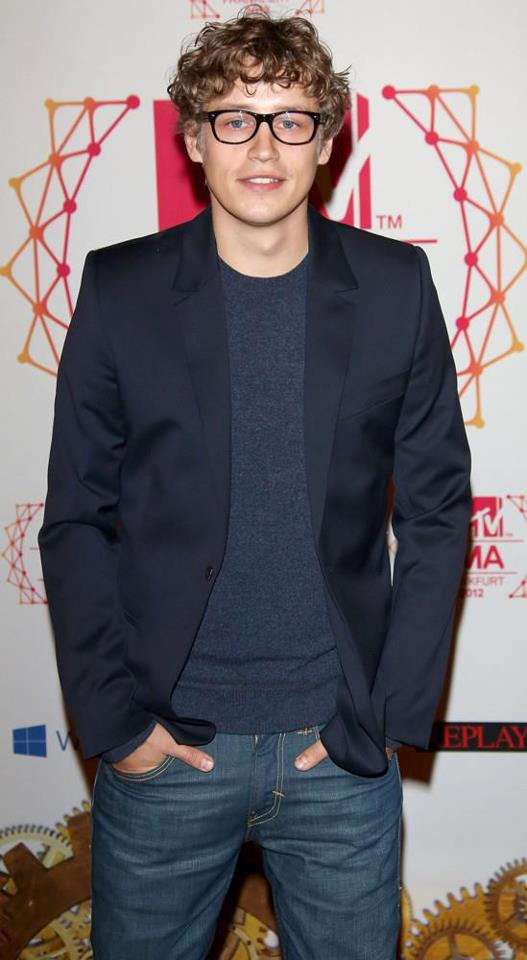
Tim Bendzko; * 9. April

- 09. April: Tim Bendzko, deutscher Singer-Songwriter
- 09. April: Senidah, slowenische Sängerin und Songwriterin
- 10. April: Eva Kess, deutsche Jazzmusikerin
- 12. April: Michele Guaitoli, italienischer Metal-Sänger, Produzent, Songwriter und -texter
- 13. April: Wassim Mukdad, deutscher Oud-Spieler, Musiker, Komponist und Menschenrechtsaktivist mit syrischen Wurzeln
- 15. April: Szandra Szőke, ungarische Jazzmusikerin (Gesang, Komposition)
- 16. April: Benjamín Rojas, argentinischer Schauspieler und Sänger
- 19. April: Lisa Streich, schwedische Komponistin
- 20. April: Nina Žižić, montenegrinische Popsängerin
- 27. April: Mike Ledbetter, US-amerikanischer Bluessänger und Gitarrist († 2019)
- 30. April: Gabriela Lindl, deutsche Schauspielerin und Sängerin

### Mai

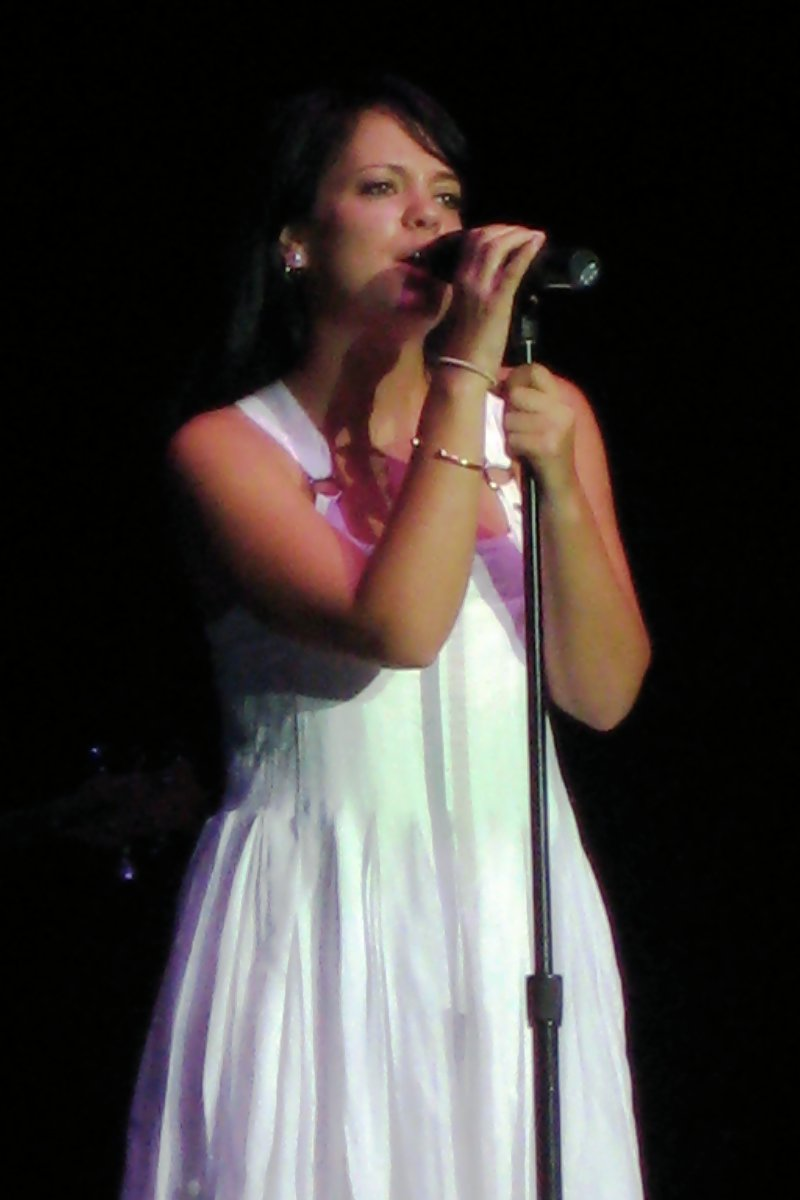
Lily Allen; * 2. Mai

- 02. Mai: Lily Allen, englische Pop-Sängerin
- 03. Mai: Ramón del Castillo, spanischer Sänger
- 03. Mai: Hanna-Elisabeth Müller, deutsche Opern-, Konzert- und Liedsängerin in der Stimmlage Sopran
- 10. Mai: Solenne Païdassi, französische Violinistin
- 13. Mai: Iwan Rheon, walisischer Schauspieler und Musiker
- 15. Mai: Nadja Scheiwiller, Schweizer Musicaldarstellerin
- 21. Mai: Mutya Buena, britische Sängerin
- 27. Mai: Sarah McCoy, US-amerikanische Jazz- und Popmusikerin
- 27. Mai: Arthuan Rebis, italienischer Musikers und Autor
- 28. Mai: Colbie Caillat, US-amerikanische Singer-Songwriterin

### Juni
- 01. Juni: Tamara Todevska, mazedonische Popsängerin
- 02. Juni: Hamed Garschi, deutsch-iranischer Dirigent, Pianist und Interpret
- 03. Juni: Klemen Slakonja, slowenischer Comedian, Schauspieler, Fernsehmoderator, Parodist und Musiker
- 07. Juni: Lady Lisha, deutsche R&B-Sängerin
- 07. Juni: Charlie Simpson, britischer Musiker
- 11. Juni: Dmitry Kaldun, belarussischer Sänger
- 11. Juni: Chris Trousdale, US-amerikanischer Sänger und Schauspieler († 2020)
- 12. Juni: Claire Oelkers, deutsche Musikerin und Schauspielerin
- 17. Juni: Andrea Demirović, montenegrinische Sängerin
- 21. Juni: Felix Heitmann, deutscher Kirchenmusiker und Chorleiter

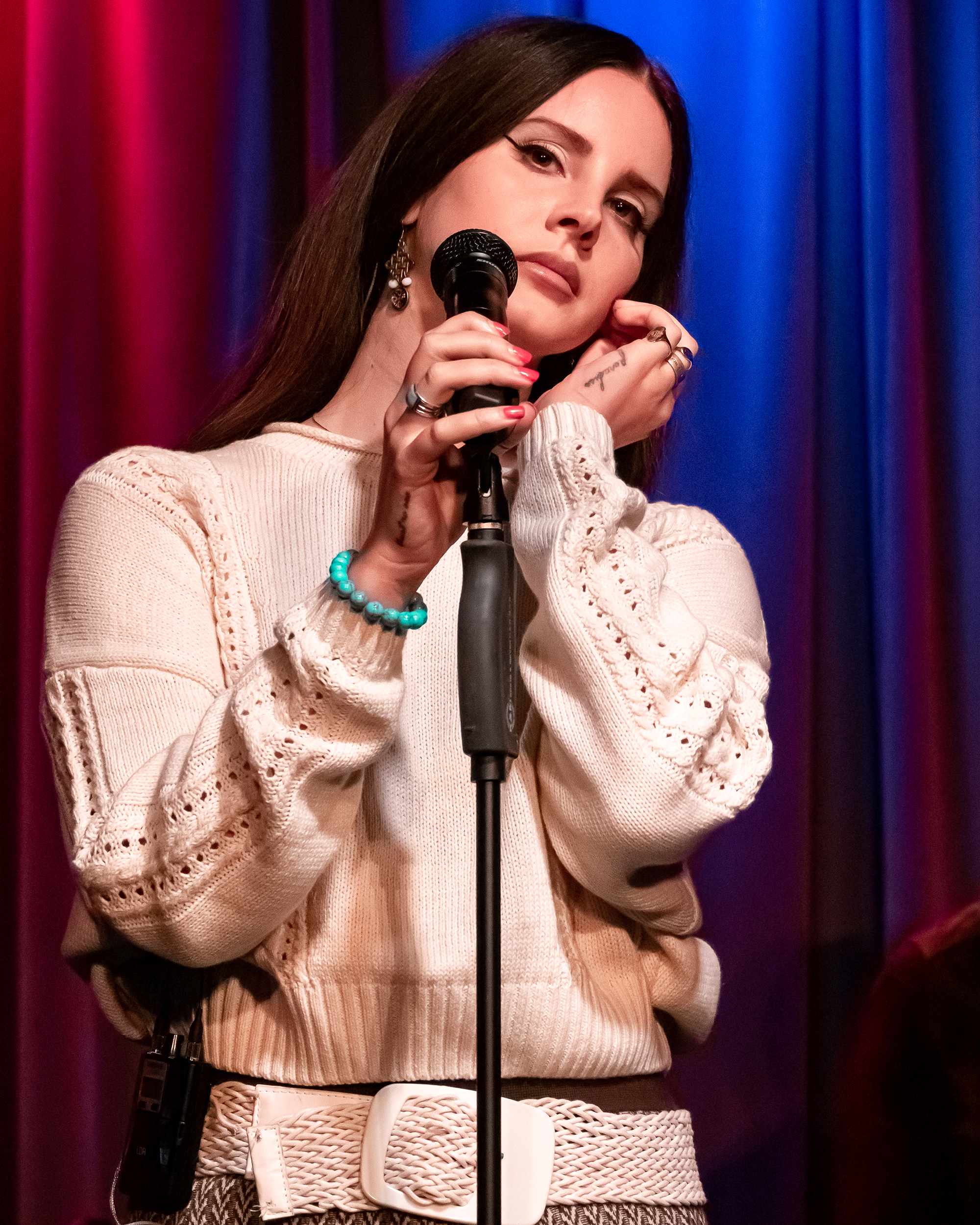
Lana Del Rey; * 21. Juni

- 21. Juni: Lana Del Rey, US-amerikanische Popsängerin und Songwriterin
- 24. Juni: Sean Kennedy, australischer Rockmusiker († 2021)
- 27. Juni: Vlatko Lozanoski, nordmazedonischer Pop- und Rocksänger
- 28. Juni: Gloria Aura Campos Gutiérrez, mexikanische Schauspielerin und Sängerin

### Juli
- 01. Juli: Sebalter, Schweizer Sänger und Geiger
- 02. Juli: Vlatko Ilievski, mazedonischer Sänger und Moderator († 2018)

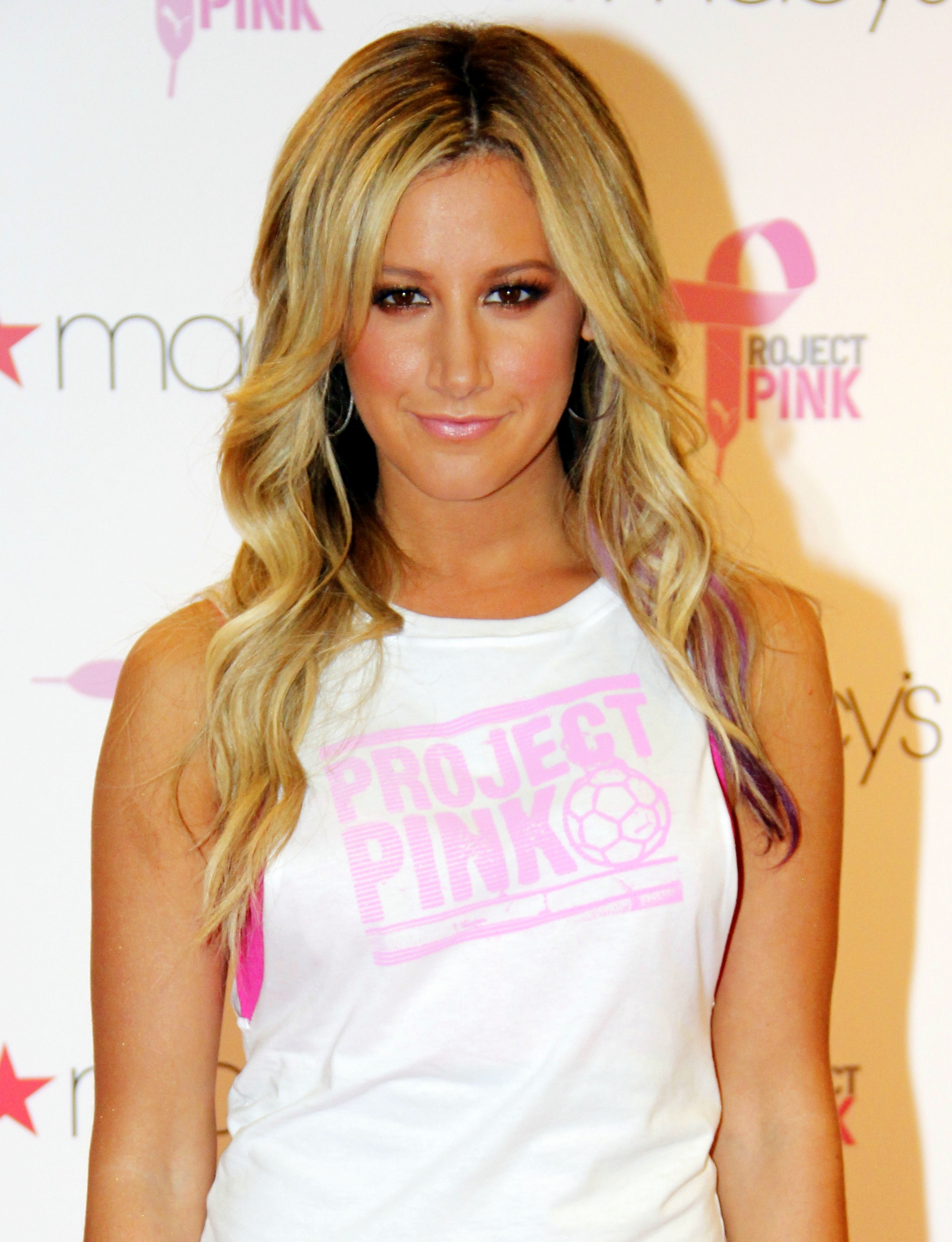
Ashley Tisdale; * 2. Juli

- 02. Juli: Ashley Tisdale, US-amerikanische Schauspielerin, Tänzerin, Sängerin und Model
- 05. Juli: Lucía Pérez, spanische Sängerin
- 11. Juli: Saskia Leppin, deutsche Sängerin und Musicaldarstellerin
- 11. Juli: Luiz Ejlli, albanischer Sänger
- 12. Juli: Porscha Coleman, US-amerikanische Schauspielerin, Sängerin und Fernsehmoderatorin
- 13. Juli: Benjamin Alard, französischer Cembalist und Organist
- 17. Juli: Gogo Melone, griechische Illustratorin, Metal-Sängerin und -Keybaorderin
- 22. Juli: Ryan Dolan, britischer Popsänger und Songwriter
- 30. Juli: Elena Gheorghe, rumänische Popsängerin
- 30. Juli: Rayden, spanischer Rapper
- 31. Juli: Allie X, kanadische Sängerin, Liedschreiberin und bildende Künstlerin
- 31. Juli: Alissa White-Gluz, kanadische Sängerin

### August
- 02. August: Teemu Keisteri, finnischer bildender Künstler, Tänzer und DJ
- 04. August: Dascha Astafjewa, ukrainische Schauspielerin, Sängerin und Model
- 04. August: Lidija Bačić, kroatische Sängerin und Schauspielerin
- 06. August: Tropico, italienischer Cantautore
- 07. August: Annika Chambers, US-amerikanische Bluessängerin
- 07. August: Kevin Ratajczak, deutscher Metal-Sänger und Keyboarder
- 08. August: Benjamin Lageder, österreichischer Musiker, Sänger, Komponist, Produzent
- 12. August: Martial Frenzel, deutscher Jazzmusiker (Schlagzeug)
- 15. August: Nipsey Hussle, US-amerikanischer Rapper († 2019)
- 21. August: Mimoun Alaoui, deutscher Rapper
- 22. August: David Ortega, deutscher Fernsehdarsteller, Model, DJ und Fernsehmoderator
- 27. August: Daniel Küblböck, deutscher Casting-Star und Sänger († 2018)
- 31. August: Serena Rossi, italienische Schauspielerin, Synchronsprecherin, Sängerin und Moderatorin

### September
- 05. September: JokA, deutscher Rapper
- 06. September: Ramona Alessandra Schlenker, deutsche Schauspielerin, Musicaldarstellerin und Stuntfighterin
- 08. September: Maximilian Lika, deutscher Bariton/Bass
- 09. September: Aljona Lanskaja, belarussische Popsängerin
- 12. September: Jonatan Cerrada, belgischer Popsänger
- 12. September: Champian Fulton, US-amerikanische Jazzpianistin und -sängerin
- 12. September: Headhunterz (bürgerlicher Name: Willem Rebergen), niederländischer Hardstyle-DJ
- 14. September: Felix Hell, deutscher Organist
- 15. September: Karoline Brygmann, dänische Schauspielerin, Sängerin und Model
- 16. September: Hollywood Hank, deutscher Rapper († 2023)
- 19. September: Nate Smith, US-amerikanischer Country-Sänger
- 21. September: Camill Jammal, deutscher Schauspieler und Musiker
- 25. September: Nicolas Achten, belgischer Dirigent, Sänger, Lautenist, Cembalist und Harfenist
- 26. September: Lenna Kuurmaa, estnische Sängerin, Moderatorin und Schauspielerin
- 26. September: Marcin Mroziński, polnischer Sänger, Schauspieler und TV-Moderator
- 27. September: Daniel Hellmann, Schweizer Performance-Künstler
- 29. September: Butterscotch, US-amerikanische Musikerin

### Oktober
- 03. Oktober: Jason Anick, Jazzmusiker (Geige, Mandoline, Komposition)
- 04. Oktober: Slavko Kalezić, montenegrinischer Sänger

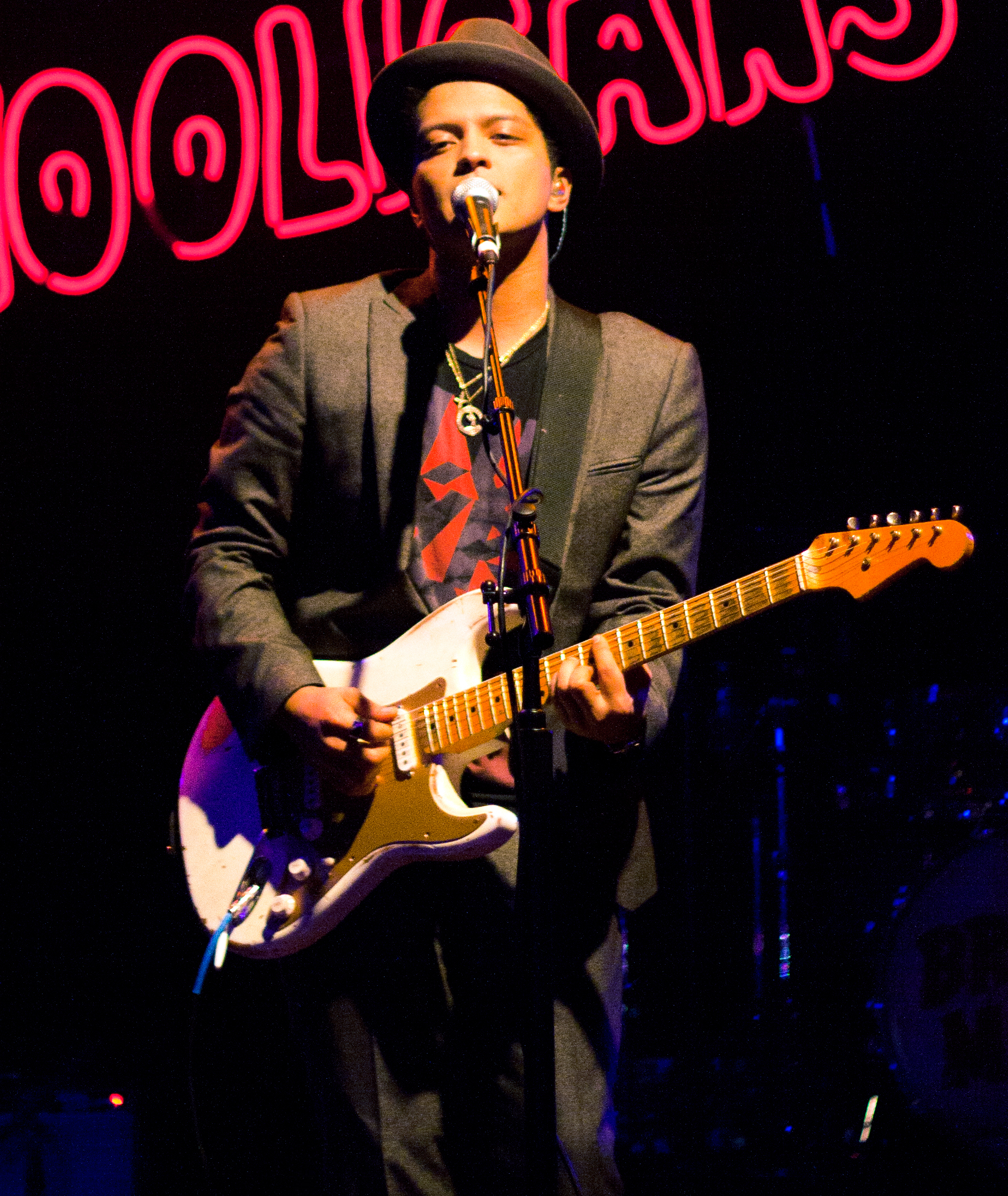
Bruno Mars; * 8. Oktober

- 08. Oktober: Bruno Mars, US-amerikanischer Musiker
- 10. Oktober: Marina Diamandis, walisische Singer-Songwriterin
- 10. Oktober: Gisa Flake, deutsche Schauspielerin, Kabarettistin und Sängerin
- 11. Oktober: Margaret Berger, norwegische Popsängerin
- 11. Oktober: Marc Méan, Schweizer Jazzmusiker (Piano, Synthesizer, Komposition)
- 15. Oktober: Lisa Who, deutsche Singer-Songwriterin und Keyboarderin
- 19. Oktober: James Newman, englischer Sänger und Singer-Songwriter
- 22. Oktober: Hadise, belgisch-türkische Pop-Sängerin und Fernsehmoderatorin
- 22. Oktober: Olivia May, US-amerikanische Schauspielerin, Sängerin und Musikerin
- 25. Oktober: Ciara, US-amerikanische Sängerin
- 28. Oktober: Anthony Fantano, US-amerikanischer Webvideoproduzent und Musikkritiker
- 28. Oktober: Tina Guo, US-amerikanische Cellistin und Erhu-Spielerin

### November
- 01. November: Mohammed Fairouz, US-amerikanischer Komponist
- 04. November: Vanessa Struhler, deutsche Sängerin
- 07. November: Tim Tautorat, deutscher Musikproduzent, Songwriter, Musiker und Toningenieur
- 14. November: Joanna Wallfisch, englische Singer-Songwriterin
- 15. November: Jeffree Star, US-amerikanischer Make-up-Artist, Fashion-Designer, Sänger und DJ
- 26. November: Saad El-Haddad, deutscher Rapper
- 28. November: Rasmussen, dänischer Sänger
- 28. November: Magdolna Rúzsa, ungarische Sängerin

### Dezember
- 03. Dezember: ANIQO, Singer-Songwriterin und Lyrikerin
- 03. Dezember: Philipp Kobilke, deutscher Filmkomponist
- 04. Dezember: Krista Siegfrids, finnische Sängerin
- 10. Dezember: Vincent Bueno, österreichischer Sänger
- 10. Dezember: Grace Chatto, britische Musikerin
- 11. Dezember: Walentin Tichonowitsch Urjupin, russischer Klarinettist und Dirigent
- 17. Dezember: Eva Weel Skram, norwegische Sängerin
- 18. Dezember: Anna F., österreichische Singer-Songwriterin
- 22. Dezember: Edurne, spanische Popsängerin, Schauspielerin und Moderatorin
- 23. Dezember: Austin Santos, US-amerikanischer Sänger und Songschreiber
- 23. Dezember: Devonté Hynes, US-amerikanischer Sänger, Songschreiber, Komponist, Regisseur, Produzent und Performance-Künstler
- 31. Dezember: Jan Smit, niederländischer Sänger

### Genaues Geburtsdatum unbekannt
- Alina, deutsche Sängerin
- Heiner Bomhard, deutscher Schauspieler, Musiker und Komponist
- Philip Bradatsch, deutscher Popmusiker
- Anca Brașoveanu, rumänische Pianistin und Klavierlehrerin
- Diana Brekalo, deutsche Pianistin
- Marja Burchard, deutsche Fusionmusikerin
- Jonas Cambien, belgischer Jazz- und Improvisationsmusiker (Piano)
- Alexandre Cavaliere, belgischer Jazzmusiker
- Niki Dolp, österreichischer Jazzmusiker (Schlagzeug, Komposition)
- Sivan Eldar, israelische Komponistin
- Patrick Fernandez, deutsch-mexikanischer Schauspieler Moderator und Musiker
- Vânia Fernandes, portugiesische Sängerin
- Linda Fredriksson, finnische Jazzmusikerin
- Gregor Ftičar, slowenischer Jazzmusiker (Piano, Komposition)
- Jannik Giger, Schweizer Komponist und Bildender Künstler
- Lwanda Gogwana, südafrikanischer Jazzmusiker (Trompete, Komposition)
- Viola Hammer, österreichische Jazzmusikerin (Piano, Komposition)
- Kiyoka Hashimoto, japanische Balletttänzerin
- Noé Inui, griechisch-japanischer Geiger
- Johannes Köppl, deutscher Kirchenmusiker und Hochschullehrer
- Bong Ihn Koh, südkoreanischer Cellist und Molekularbiologe
- Katharina Kollmann, deutsche Singer-Songwriterin
- Florian Künstler, deutscher Singer-Songwriter
- Benét Monteiro, brasilianischer Musicaldarsteller
- Leticia Moreno, spanische Violinistin
- Karolina Öhman, schwedische Cellistin
- Pascale Pfeuti, Schweizer Schauspielerin, Musikerin und Hörspielsprecherin
- Priya Ragu, srilankisch-schweizerische Asian-Pop-Sängerin
- Isabelle Ritter, Schweizer Jazzmusikerin
- Hugh Ronzani, australischer Sänger, Komponist und Musikpädagoge
- André Schwager, deutscher Jazzmusiker (Piano, Hammond, Keyboards, Komposition)
- Paul Schweinester, österreichischer Opernsänger (Tenor)
- Golnar Shahyar, iranisch-kanadische Musikerin
- Michal Skulski, polnischer Jazzmusiker
- Serafim Smigelskiy, russisch-amerikanischer Cellist
- Luboš Soukup, tschechischer Jazzmusiker (Saxophon, Klarinette, Komposition)
- Tice, deutsche Rapperin, Sängerin und Songwriterin
- Thomas Toppler, österreichischer Musiker, Theatermacher und Theaterpädagoge
- Joss Turnbull, deutscher Welt- und Improvisationsmusiker (Perkussion)
- Demis Volpi, deutsch-argentinischer Choreograph und Opernregisseur
- Ayanna Witter-Johnson, englische Komponistin, Sängerin, Songwriterin, Pianistin und Cellistin
- Wun Two, deutscher Hip-Hop-Produzent
- Alice Zawadzki, britische Jazzsängerin, Geigerin und Komponistin
- Laura Lo Zito, deutsche Schauspielerin und Musicaldarstellerin
- Alaa Zouiten, marokkanischer Fusionmusiker (Oud, Komposition)

### Geboren um 1985
- Or Bareket, israelischer Jazzmusiker
- Jeff Cosgrove, US-amerikanischer Jazzmusiker (Schlagzeug)
- Matías Formica, argentinischer Jazzmusiker (Saxophone)
- Alicia Gardener-Trejo, britische Jazzmusikerin (Saxophon, Klarinette)
- Kang Hyo-jung, südkoreanische Balletttänzerin
- Matt Mayhall, US-amerikanischer Jazz- und Rockmusiker (Schlagzeug)
- José Lencastre, portugiesischer Jazzmusiker
- Élodie Pasquier, französische Jazz- und Improvisationsmusikerin (Klarinette, Komposition)
- Luís Vicente, portugiesischer Jazzmusiker
- Nick Walters, britischer Jazzmusiker (Trompete)
- Jeong Lim Yang, südkoreanische Jazzmusikerin

## Gestorben

### Januar
- 01. Januar: Rollo Hugh Myers, britischer Journalist, Musikkritiker und Musikschriftsteller (* 1892)
- 01. Januar: Hermann Reutter, deutscher Komponist und Pianist (* 1900)
- 03. Januar: Lucien Cailliet, US-amerikanischer Komponist und Klarinettist (* 1891)
- 03. Januar: René Leroy, französischer Flötist und Musikpädagoge (* 1898)
- 03. Januar: Wolfgang Vacano, deutsch-US-amerikanischer Dirigent und Musikpädagoge (* 1906)
- 04. Januar: Lovro von Matačić, jugoslawischer Dirigent und Komponist (* 1899)
- 07. Januar: Johnny Guarnieri, US-amerikanischer Pianist und Komponist (* 1917)
- 10. Januar: Cie Frazier, US-amerikanischer Jazzschlagzeuger (* 1904)
- 10. Januar: Anton Karas, österreichischer Zitherspieler, Komponist und Gastwirt (* 1906)
- 14. Januar: Karl Schmitt-Walter, deutscher Opern- und Liedsänger (Bariton) (* 1900)
- 15. Januar: Frederick C. Schreiber, US-amerikanischer Komponist, Organist und Chorleiter (* 1895)
- 17. Januar: George E. Stoll, US-amerikanischer Filmkomponist und Dirigent (* 1902)
- 18. Januar: Werly Fairburn, US-amerikanischer Country- und Rockabilly-Sänger (* 1924)
- 18. Januar: Jos Moerenhout, belgischer Komponist und Dirigent (* 1909)
- 18. Januar: Davut Suları, türkischer Sänger (* 1925)
- 23. Januar: Botir Zokirov, usbekisch-sowjetischer Sänger, Schriftsteller, Dichter, Maler und Schauspieler (* 1936)
- 24. Januar: Emmy Kreiten-Barido, deutsche Sängerin (Mezzosopran) und Kammersängerin (* 1894)
- 25. Januar: Paul J. Smith, US-amerikanischer Komponist und Dirigent (* 1906)
- 26. Januar: Kenny Clarke, US-amerikanischer Jazzvibraphonist und Schlagzeuger (* 1914)
- 27. Januar: Bumps Blackwell, US-amerikanischer Musikproduzent und Songwriter (* 1918)
- 28. Januar: Wade Nichols, US-amerikanischer Filmschauspieler, Sänger und Pornodarsteller (* 1946)
- 28. Januar: Paul Wittmann, rumäniendeutscher Kirchenmusiker und Komponist (* 1900)
- 29. Januar: King Bennie Nawahi, US-amerikanischer Country-Musiker (* 1899)
- 29. Januar: Ngoi Pēwhairangi, neuseeländische Lehrerin und Förderin der Sprache und Kultur der Māori, Komponistin (* 1921)
- 29. Januar: Don Raye, US-amerikanischer Liedtexter (* 1909)
- 31. Januar: Armand Jackson, US-amerikanischer Rhythm-&-Blues- und Blues-Schlagzeuger sowie Bandleader (* 1917)

### Februar
- 02. Februar: Micheline Coulombe Saint-Marcoux, kanadische Komponistin (* 1938)
- 02. Februar: Theodore Holdheim, israelischer Komponist (* 1923)
- 07. Februar: Dick Kaart, niederländischer Jazzmusiker (Zugposaune) (* 1930)
- 07. Februar: Matt Monro, britischer Sänger (* 1930)
- 07. Februar: Steffi Walidt, österreichische Soubrette, Theater- und Stummfilmschauspielerin (* 1889)
- 10. Februar: Norman Woodlieff, US-amerikanischer Old-Time-Musiker (* 1901)
- 11. Februar: Heinz Roemheld, US-amerikanischer Filmkomponist und Arrangeur (* 1901)
- 16. Februar: Alí Primera, venezolanischer Musiker (* 1942)
- 18. Februar: Willy Alberti, niederländischer Sänger (Tenor), Schauspieler und Fernsehmoderator (* 1926)
- 18. Februar: Gábor Darvas, ungarischer Komponist und Musikwissenschaftler (* 1911)
- 21. Februar: Sava Savoff, bulgarischer Pianist und Musikpädagoge (* 1909)
- 22. Februar: Eduard Kaufmann, Schweizer Organist, Priester und Religionslehrer (* 1917)
- 22. Februar: Efrem Zimbalist, US-amerikanischer Komponist, Musikpädagoge und Dirigent (* 1889)
- 24. Februar: Julius Chajes, US-amerikanischer Pianist und Komponist (* 1910)
- 25. Februar: Sijodullo Schahidij, sowjetisch-tadschikischer Komponist (* 1914)
- 26. Februar: Gerd Böttcher, deutscher Schlagersänger (* 1936)
- 28. Februar: David Byron, britischer Rocksänger (* 1947)

### März
- 12. März: Evžen Illín, tschechoslowakischer Komponist (* 1924)
- 12. März: Eugene Ormandy, US-amerikanischer Dirigent und Geiger (* 1899)
- 13. März: Annette Hanshaw, US-amerikanische Jazzsängerin (* 1901)
- 13. März: Bob Shad, US-amerikanischer Musikproduzent (* 1920)
- 15. März: Alan A. Freeman, britischer Musikproduzent (* 1920)
- 16. März: Roger Sessions, US-amerikanischer Komponist (* 1896)
- 17. März: Bongi Makeba, südafrikanische Sängerin und Songwriterin (* 1950)
- 19. März: Johann Bauernfeind, österreichischer Komponist, Organist, Chorleiter und Musikerzieher (* 1908)
- 19. März: Arthur Leblanc, kanadischer Geiger (* 1906)
- 21. März: Liliana-Dobri Christova, bulgarische Konzertpianistin (* 1904)
- 21. März: Oldřich Halma, tschechischer Chorleiter und Komponist (* 1907)
- 21. März: Salvador Ley, guatemaltekischer Pianist und Komponist (* 1907)

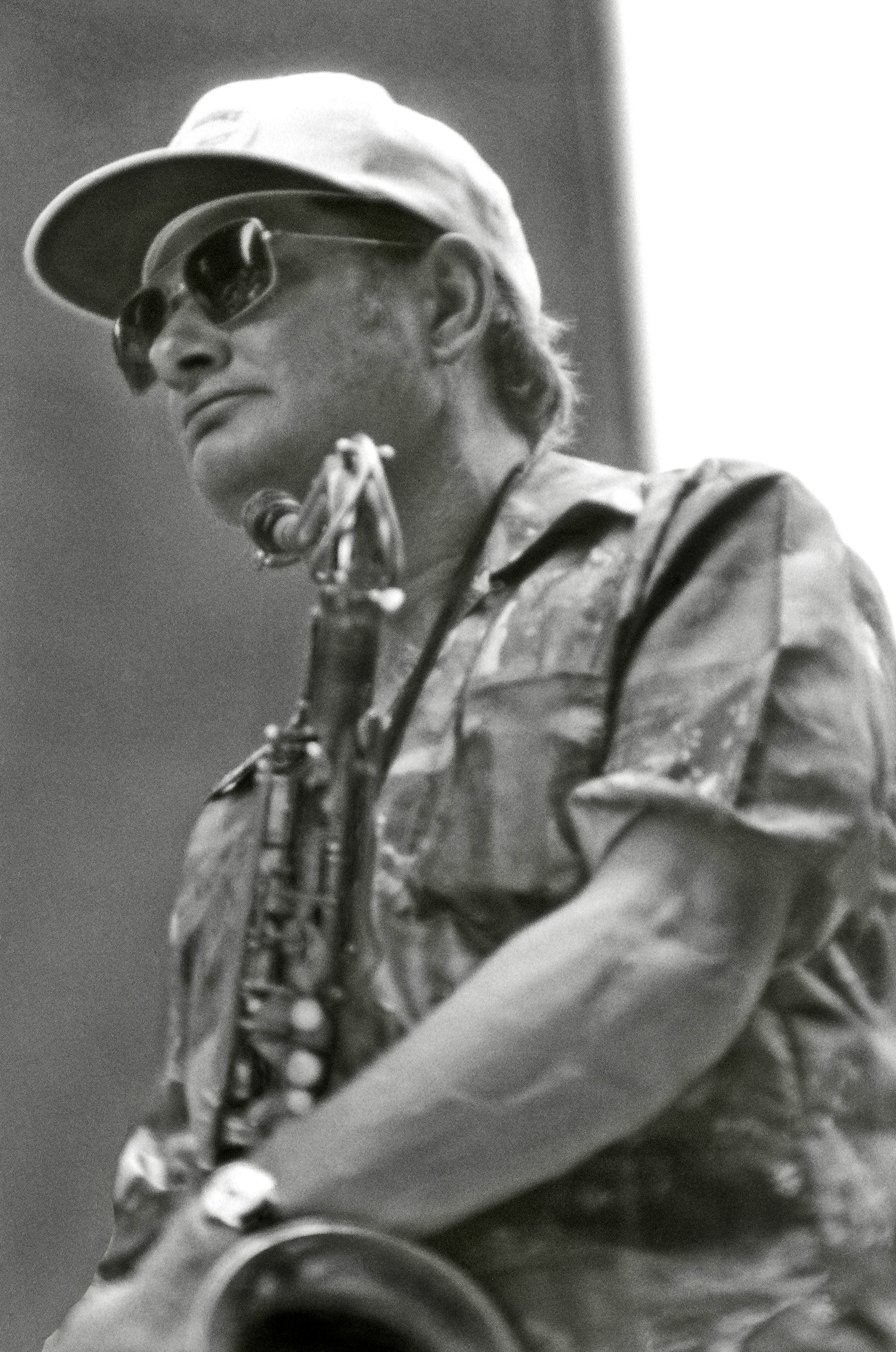
Zoot Sims; † 23. März

- 23. März: Zoot Sims, US-amerikanischer Jazzsaxophonist (* 1925)
- 24. März: George London, US-amerikanischer Opernsänger (Bassbariton) (* 1920)
- 27. März: Mae Glover, US-amerikanische Sängerin des Country Blues (* 1906)
- 28. März: Pierre Cavalli, Schweizer Jazz- und Studiomusiker (Gitarre, Bass) (* 1928)
- 29. März: Rudolph Charles, trinidadischer Steel-Pan-Musiker und Instrumentenbauer (* 1938)
- 30. März: Shizuko Kasagi, japanische Jazzsängerin und Schauspielerin (* 1914)

### April
- 01. April: Wilhelm Brückner-Rüggeberg, deutscher Dirigent (* 1906)
- 01. April: Herman Roelstraete, belgischer Komponist, Sänger, Organist, Pädagoge, Dirigent und Musikhistoriker (* 1925)
- 04. April: Johann Manser, Schweizer Musiker und Volksmusikforscher (* 1917)
- 06. April: Mark Lothar, deutscher Komponist (* 1902)
- 08. April: J. Fred Coots, US-amerikanischer Songwriter (* 1897)
- 08. April: Barbara Custance, kanadische Pianistin und Musikpädagogin (* 1909)
- 08. April: Boris Tichonowitsch Koschewnikow, russischer Komponist und Dirigent (* 1906)
- 11. April: Dervish Shaqa, albanischer Folkloresänger (* 1912)
- 14. April: Helene Fahrni, Schweizer Sopranistin, Konzert- und Oratoriensängerin sowie Gesangspädagogin (* 1901)
- 17. April: Charles Owen, US-amerikanischer Perkussionist und Musikpädagoge (* 1912)
- 19. April: Willie Mabon, US-amerikanischer R&B-Sänger, Songwriter und Pianist (* 1925)
- 21. April: Irving Mills, US-amerikanischer Musikverleger, Produzent, Komponist sowie Sänger (* 1894)
- 22. April: José de Lima Siqueira, brasilianischer Komponist und Dirigent (* 1907)
- 25. April: Zoltán Horusitzky, ungarischer Komponist, Pianist und Musikpädagoge (* 1903)
- 26. April: Roberto Caló, argentinischer Tangopianist, Bandleader, Komponist, Sänger und Schauspieler (* 1913)
- 26. April: Lauri Kennedy, australischer Cellist (* 1896)
- 26. April: Heinz Woezel, deutscher Sänger und Komponist (* 1914)
- 28. April: Carlos Dante, argentinischer Tangosänger und -komponist (* 1906)
- 28. April: Hoyt Ming, US-amerikanischer Old-Time-Musiker (* 1902)
- 29. April: Hubert Barwahser, niederländischer Flötist und Musikpädagoge (* 1906)
- 29. April: Karen Fredersdorf, deutsche Sängerin und Schauspielerin (* 1892)

### Mai
- 02. Mai: Larry Clinton, US-amerikanischer Trompeter, Posaunist, Arrangeur und Bandleader (* 1909)
- 08. Mai: Karl Marx, deutscher Komponist und Musikpädagoge (* 1897)
- 09. Mai: Walter Schönheit, deutscher Kantor, Organist und Chorleiter (* 1927)
- 11. Mai: Ria Ginster, deutsche Sängerin (Sopran) und Gesangspädagogin (* 1898)
- 11. Mai: Piet van Mever, niederländischer Komponist und Dirigent (* 1899)
- 12. Mai: Rodolfo Arizaga, argentinischer Komponist (* 1926)
- 12. Mai: Bohdan Wodiczko, polnischer Dirigent und Musikpädagoge (* 1911)
- 14. Mai: María Luisa Escobar, venezolanische Komponistin, Pianistin und Sängerin (Sopran) (* 1903)
- 15. Mai: Jackie Curtis, US-amerikanischer Underground-Schauspieler, Sänger und Dramatiker (* 1947)
- 19. Mai: Johannes Petzold, Kirchenmusiker, Komponist mehrerer Gesangbuchlieder und Dozent (* 1912)
- 19. Mai: Hilding Rosenberg, schwedischer Komponist und Dirigent (* 1892)
- 19. Mai: Hein Timm, deutscher Volkssänger, Schriftsteller, Liedtexter und Komponist (* 1908)
- 20. Mai: Franz Josef Hirt, Schweizer Pianist (* 1899)
- 21. Mai: Marcel Lanquetuit, französischer Komponist, Organist, Dirigent, Improvisator und Musikpädagoge (* 1894)
- 23. Mai: Lloyd Glenn, US-amerikanischer Pianist, Musikproduzent und Arrangeur (* 1909)
- 23. Mai: Otto Sill, deutscher Jazzmusiker (Klarinette, Saxophon) und Fotograf (* 1908)
- 24. Mai: Joe Darensbourg, US-amerikanischer Jazzklarinettist und Saxophonist (Sopran) (* 1906)
- 27. Mai: Skeeter Best, US-amerikanischer Jazzgitarrist (* 1914)
- 28. Mai: Nils Nobach, deutscher Schlagerproduzent und -komponist (* 1918)
- 29. Mai: Roland Oetter, deutscher Gitarrenbauer (* 1949)
- 31. Mai: Götz Kozuszek, deutscher Dramaturg und Komponist (* 1907)

### Juni
- 01. Juni: Ines Alfani-Tellini, italienische Opernsängerin (Sopran) und Gesangspädagogin (* 1896)
- 09. Juni: Gerhard Grimpe, deutscher Musikpädagoge, Chorleiter, Orchesterleiter und Komponist (* 1928)
- 17. Juni: Czesław Marek, polnischer Komponist, Pianist, Klavierpädagoge und Schriftsteller (* 1891)
- 19. Juni: Maja Wladimirowna Kristalinskaja, sowjetische Popsängerin (* 1932)
- 25. Juni: Connie Curtis Crayton, US-amerikanischer Blues-Sänger und Gitarrist (* 1914)
- 27. Juni: Grete Hinterhofer, österreichische Pianistin, Musikpädagogin und Komponistin (* 1899)
- 28. Juni: Mischa Spoliansky, russisch-britischer Komponist (Revue, Filmmusik) (* 1898)
- 29. Juni: Heinrich Barthelmes, deutscher Komponist, Organist und Musikpädagoge (* 1909)

### Juli
- 12. Juli: Alexandru Bidirel, rumänischer Violinvirtuose (* 1918)
- 16. Juli: Wayne King, US-amerikanischer Saxophonist und Bigband-Leiter (* 1901)
- 17. Juli: Wynn Stewart, US-amerikanischer Country-Musiker (* 1934)
- 22. Juli: Jaap Spaanderman, niederländischer Pianist, Cellist, Dirigent und Musikpädagoge (* 1896)
- 25. Juli: Willie Perryman, US-amerikanischer Blues-Musiker (* 1911)
- 26. Juli: Genrich Iljitsch Litinski, russisch-sowjetischer Komponist und Hochschullehrer (* 1901)
- 29. Juli: Vlastimil Hála, tschechoslowakischer Jazz- und Unterhaltungsmusiker (Trompete, Komposition) und Kulturmanager (* 1924)
- 29. Juli: Gertrud Hüssy, Pädagogin, Kirchenlieddichterin, Mitbegründerin der Bruderhofgemeinschaften (* 1897)

### August
- 01. August: Erich Röhn, deutscher Violinist (* 1910)
- 01. August: Sam Wooding, Jazz-Pianist, -Arrangeur und -Bandleader (* 1895)
- 04. August: Zbyněk Vostřák, tschechischer Komponist (* 1920)
- 05. August: Juozas Žilevičius, litauischer Komponist, Organist, Musikpädagoge und -wissenschaftler (* 1891)
- 09. August: Fred Åkerström, schwedischer Liedermacher und Sänger (* 1937)
- 09. August: Sister Marie-Stéphane, kanadische Musikpädagogin und Komponistin (* 1888)
- 15. August: Leon Prima, US-amerikanischer Jazzmusiker (* 1907)
- 17. August: Manfred Minnich, deutscher Trompeter, Komponist, Arrangeur und Dirigent (* 1923)
- 24. August: Paul Creston, US-amerikanischer Musiker und Komponist (* 1906)
- 25. August: Rudi Blesh, US-amerikanischer Jazzautor (* 1899)
- 26. August: Leopold Querol i Roso, valencianischer Pianist, Komponist und Musikwissenschaftler (* 1899)
- 27. August: Walter Frey, Schweizer Pianist und Musikpädagoge (* 1898)
- 27. August: Imre Zsoldos, ungarischer Jazz- und Unterhaltungsmusiker und Orchesterleiter (* 1919)
- 28. August: Isidro Benítez, kubanischer Musiker, Dirigent und Komponist (* 1900)
- 30. August: Hanna Schachenmeier, deutsche Autorin von Kinderbüchern, Lyrikerin und Librettistin (* 1894)

### September
- 05. September: Magda Rigó, ungarische Opernsängerin (* 1910)
- 11. September: William Alwyn, englischer Komponist (* 1905)
- 14. September: Lajos Martiny, ungarischer Jazzmusiker (* 1912)
- 15. September: Cootie Williams, US-amerikanischer Jazztrompeter (* 1911)
- 24. September: Max Fishman, moldawischer Komponist, Pianist und Pädagoge (* 1915)
- 30. September: Cuto Estévez, dominikanischer Musiker und Komponist (* 1915)
- 00. September: Pee Wee Spitelera, US-amerikanischer Jazz- und Unterhaltungsmusiker (* 1937)

### Oktober
- 07. Oktober: Cemal Reşid Rey, türkischer Komponist (* 1904)

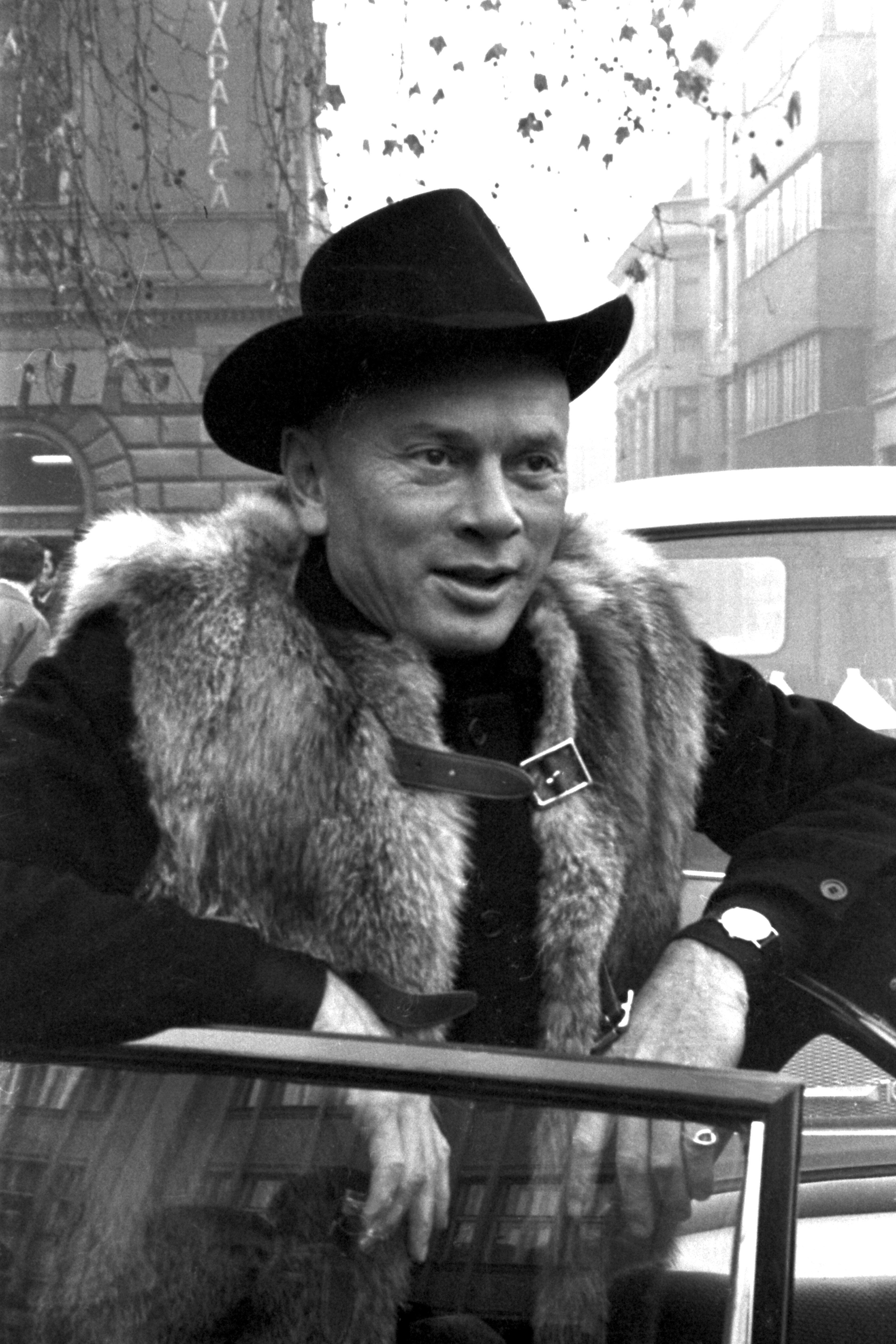
Yul Brynner; † 10. Oktober

- 10. Oktober: Yul Brynner, US-amerikanischer Schauspieler und Sänger (* 1920)
- 11. Oktober: Tex Williams, US-amerikanischer Country-Sänger und Band-Leader (* 1917)
- 12. Oktober: John Davis, US-amerikanischer Blues-Pianist und Sänger (* 1913)
- 12. Oktober: Ricky Wilson, US-amerikanischer Gitarrist (* 1953)
- 17. Oktober: Josef Garovi, Schweizer Komponist (* 1908)
- 18. Oktober: Stefan Askenase, belgisch-polnischer Pianist (* 1896)
- 27. Oktober: Tola Mankiewiczówna, polnische Sängerin und Schauspielerin (* 1900)
- 00. Oktober: Sandy Block, US-amerikanischer Jazzmusiker (Bass) (* 1917)

### November
- 02. November: Robert Biberti, Sänger (* 1902)
- 07. November: Sid Robin, US-amerikanischer Textdichter und Komponist (* 1912)
- 11. November: Günther Hellwig, deutscher Geigenbauer, Restaurator und Autor (* 1903)
- 14. November: Ernesto De la Cruz, argentinischer Bandoneonist (* 1898)
- 14. November: Julito Deschamps, dominikanischer Sänger, Pianist und Gitarrist (* 1930)
- 18. November: Stephan Henrik Barratt-Due, norwegischer Geiger und Musikpädagoge (* 1919)
- 19. November: Juan Arvizu, mexikanischer Sänger (* 1900)
- 20. November: Arkadie Kouguell, US-amerikanischer Pianist, Komponist und Musikpädagoge jüdisch-russischer Herkunft (* 1898)
- 24. November: Kornel Schimpl, tschechischer Dirigent, Musikpädagoge und Komponist (* 1907)
- 26. November: José Antonio Zorrilla, mexikanischer Komponist, Schriftsteller, Drehbuchautor und Regisseur (* 1915)

### Dezember
- 09. Dezember: Reginald Bedford, kanadischer Pianist und Musikpädagoge (* 1909)
- 09. Dezember: Charlie Munro, neuseeländischer Jazzmusiker (* 1917)
- 09. Dezember: Cees See, niederländischer Jazzschlagzeuger und Perkussionist (* 1934)
- 12. Dezember: Ian Stewart, britischer Pianist (* 1938)
- 22. Dezember: James Stamp, US-amerikanischer Trompeter und Pädagoge (* 1904)

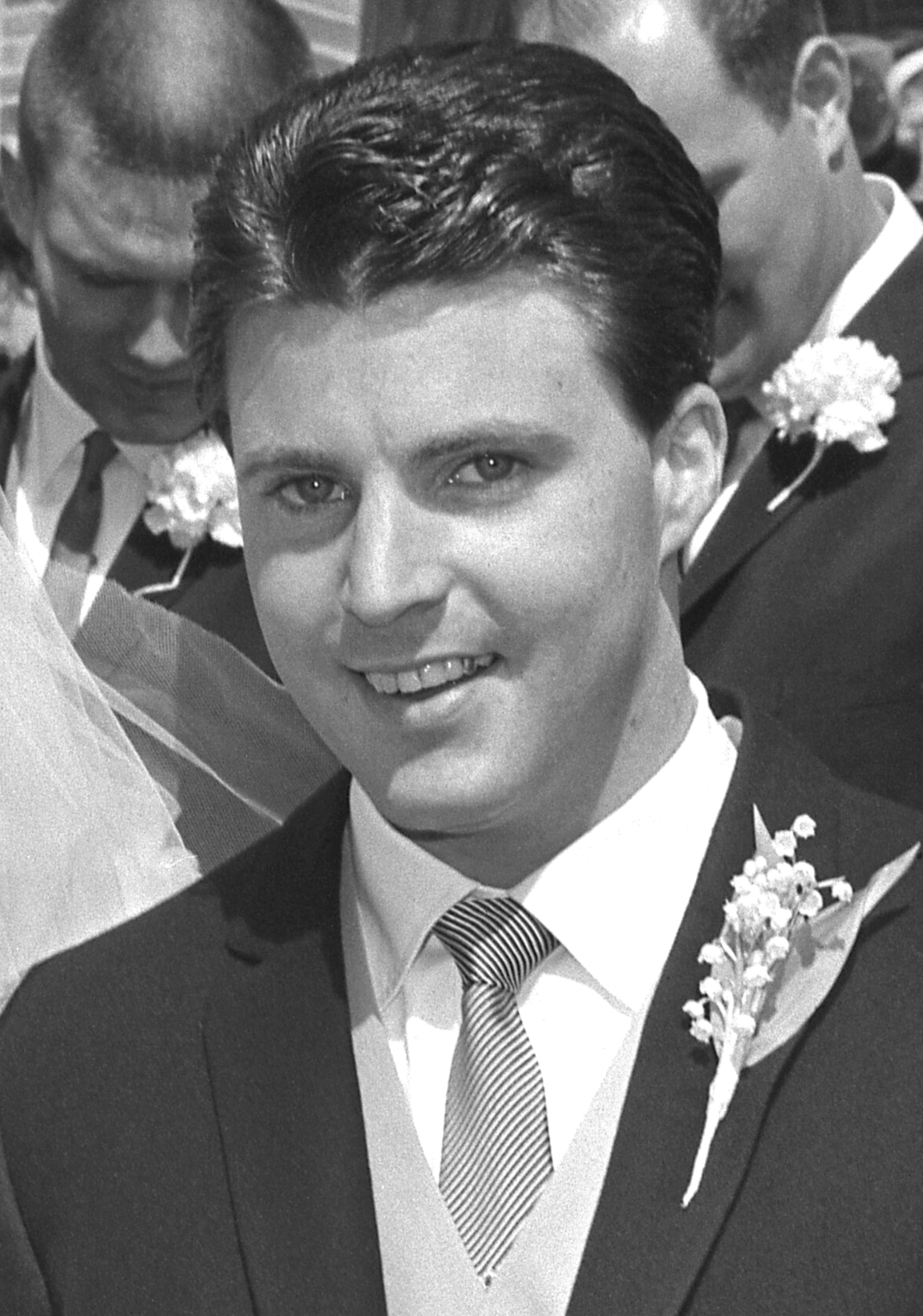
Ricky Nelson; † 31. Dezember

- 23. Dezember: Artur Gelbrun, israelischer Geiger, Bratschist, Musikpädagoge, Dirigent und Komponist polnischer Herkunft (* 1913)
- 25. Dezember: Armando Pontier, argentinischer Tangokomponist, Bandoneonist und Bandleader (* 1917)
- 30. Dezember: Natalio Galán, kubanischer Musikwissenschaftler und Komponist (* 1917)
- 31. Dezember: Ricky Nelson, Teenagerstar in den Vereinigten Staaten (* 1940)

### Genaues Todesdatum unbekannt
- Otto Busch, deutscher Organist, Komponist und Musikpädagoge (* 1901)
- Fred Dömpke, deutscher Jazzgitarrist und Bandoneonspieler (* 1907)
- Lidia Simões, brasilianische Pianistin (* 1912)
- Kurt Strom, deutscher Komponist, Kapellmeister und Musikwissenschaftler (* 1903)